# Liste des matchs de l'équipe du Salvador de football par adversaire
Cette liste présente les matchs de l'équipe du Salvador de football par adversaire rencontré.
- Haut – A
- B
- C
- D
- E
- F
- G
- H
- I
- J
- K
- L
- M
- N
- O
- P
- Q
- R
- S
- T
- U
- V
- W
- X
- Y
- Z

## A

### Anguilla

#### Confrontations
Confrontations entre le Salvador et Anguilla en matchs officiels :
|   | Date           | Lieu         | Match               | Score | Compétition                                              |
| - | -------------- | ------------ | ------------------- | ----- | -------------------------------------------------------- |
| 1 | 6 février 2008 | San Salvador | Salvador - Anguilla | 12-0  | Qualification pour la Coupe du monde 2010 (premier tour) |
| 2 | 26 mars 2008   | Washington   | Anguilla - Salvador | 0-4   | Qualification pour la Coupe du monde 2010 (premier tour) |

#### Bilan
Au 3 septembre 2018 :
- Total de matchs disputés : 2
- Victoires du Salvador : 2
- Matchs nuls : 0
- Victoires d'Anguilla : 0
- Total de buts marqués par le Salvador : 16
- Total de buts marqués par Anguilla : 0

### Argentine

#### Confrontations
Confrontations entre le Salvador et l'Argentine en matchs officiels.
|   | Date         | Lieu         | Match                | Score | Compétition                 |
| - | ------------ | ------------ | -------------------- | ----- | --------------------------- |
| 1 | 23 juin 1982 | Alicante     | Argentine - Salvador | 2-0   | Coupe du monde 1982 (gr. 3) |
| 2 | 28 mars 2015 | Landover     | Argentine - Salvador | 2-0   | Match amical                |
| 3 | 22 mars 2024 | Philadelphie | Argentine - Salvador | 3-0   | Match amical                |

#### Bilan
Au 30 mars 2024 :
- Total de matchs disputés : 3
- Victoires de l'Argentine : 5
- Victoires du Salvador : 0
- Matchs nuls : 0
- Total de buts marqués par l'Argentine : 7
- Total de buts marqués par le Salvador : 0

### Arménie

#### Confrontations
Confrontations entre le Salvador et l'Arménie en matchs officiels.
|   | Date          | Lieu   | Match              | Score | Compétition  |
| - | ------------- | ------ | ------------------ | ----- | ------------ |
| 1 | 1er juin 2016 | Carson | Arménie - Salvador | 4-0   | Match amical |

#### Bilan
Au 3 septembre 2018 :
- Total de matchs disputés : 1
- Victoires de l'Arménie : 1
- Victoires du Salvador : 0
- Matchs nuls : 0
- Total de buts marqués par l'Arménie : 4
- Total de buts marqués par le Salvador : 0

### Aruba

#### Confrontations
Confrontations entre le Salvador et Aruba en matchs officiels :
|   | Date         | Lieu        | Match            | Score | Compétition     |
| - | ------------ | ----------- | ---------------- | ----- | --------------- |
| 1 | 24 août 1955 | Tegucigalpa | Salvador - Aruba | 2-0   | Coupe CCCF 1955 |

#### Bilan
Au 3 septembre 2018 :
- Total de matchs disputés : 1
- Victoires d'Aruba : 1
- Victoires du Salvador : 0
- Matchs nuls : 0
- Total de buts marqués par Aruba : 2
- Total de buts marqués par le Salvador : 0

## B

### Barbade

#### Confrontations
Confrontations entre le Salvador et la Barbade en matchs officiels.
|   | Date            | Lieu         | Match              | Score | Compétition                                                        |
| - | --------------- | ------------ | ------------------ | ----- | ------------------------------------------------------------------ |
| 1 | 13 octobre 2018 | San Salvador | Salvador - Barbade | 3-0   | Ligue des nations de la CONCACAF 2019-2020 (tournoi de classement) |

#### Bilan
Au 16 octobre 2018 :
- Total de matchs disputés : 1
- Victoires de la Barbade : 0
- Matchs nuls : 0
- Victoires du Salvador : 1
- Total de buts marqués par la Barbade : 0
- Total de buts marqués par le Salvador : 3

### Belgique

#### Confrontations
Confrontations entre le Salvador et la Belgique en matchs officiels.
|   | Date         | Lieu   | Match               | Score | Compétition                    |
| - | ------------ | ------ | ------------------- | ----- | ------------------------------ |
| 1 | 3 juin 1970  | Mexico | Belgique - Salvador | 3-0   | Coupe du monde 1970 (Groupe A) |
| 2 | 19 juin 1982 | Elche  | Belgique - Salvador | 1-0   | Coupe du monde 1982 (Groupe 3) |

#### Bilan
Au 3 septembre 2018 :
- Total de matchs disputés : 2
- Victoires de l'équipe de Belgique : 2
- Victoires de l'équipe du Salvador : 0
- Matchs nuls : 0

### Belize

#### Confrontations
Confrontations entre le Belize et le Salvador en matchs officiels :
|    | Date              | Lieu             | Match             | Score | Compétition                                                           |
| -- | ----------------- | ---------------- | ----------------- | ----- | --------------------------------------------------------------------- |
| 1  | 29 novembre 1995  | San Salvador     | Salvador - Belize | 3-0   | Coupe UNCAF des nations 1995 (gr. A)                                  |
| 2  | 5 mars 2000       | San Salvador     | Salvador - Belize | 5-0   | Qualifications pour la Coupe du monde 2002 (Amérique centrale- gr. 1) |
| 3  | 16 avril 2000     | Orange Walk Town | Belize - Salvador | 1-3   | Qualifications pour la Coupe du monde 2002 (Amérique centrale- gr. 1) |
| 4  | 8 février 2007    | San Salvador     | Salvador - Belize | 2-1   | Coupe UNCAF des nations 2007 (gr. A)                                  |
| 5  | 22 janvier 2008   | San Ignacio      | Belize - Salvador | 0-1   | Match amical                                                          |
| 6  | 24 janvier 2009   | Tegucigalpa      | Belize - Salvador | 1-4   | Coupe UNCAF des nations 2009 (gr. A)                                  |
| 7  | 16 janvier 2011   | Panama           | Belize - Salvador | 2-5   | Copa Centroamericana 2011 (gr. A)                                     |
| 8  | 27 janvier 2013   | San José         | Salvador - Belize | 1-0   | Copa Centroamericana 2013 (match pour la 3e place)                    |
| 9  | 10 septembre 2014 | Houston          | Salvador - Belize | 2-0   | Copa Centroamericana 2014 (gr. A)                                     |
| 10 | 17 janvier 2017   | Panama           | Salvador - Belize | 3-1   | Copa Centroamericana 2017                                             |

#### Bilan
Au 3 septembre 2018 :
- Total de matchs disputés : 10
- Victoires du Belize : 0
- Matchs nuls : 0
- Victoires du Salvador : 10
- Total de buts marqués par le Belize : 6
- Total de buts marqués par le Salvador : 29

### Bermudes

#### Confrontations
Confrontations entre les Bermudes et le Salvador en matchs officiels :
|   | Date              | Lieu         | Match               | Score | Compétition                                                        |
| - | ----------------- | ------------ | ------------------- | ----- | ------------------------------------------------------------------ |
| 1 | 18 octobre 1992   | Hamilton     | Bermudes - Salvador | 1-0   | Éliminatoires de la Coupe du monde 1994 (zone CONCACAF - 2e tour)  |
| 2 | 1er novembre 1992 | San Salvador | Salvador - Bermudes | 4-1   | Éliminatoires de la Coupe du monde 1994 (zone CONCACAF - 2e tour)  |
| 3 | 13 juin 2004      | San Salvador | Salvador - Bermudes | 2-1   | Éliminatoires de la Coupe du monde 2006 (zone CONCACAF - 3e tour)  |
| 4 | 20 juin 2004      | Hamilton     | Bermudes - Salvador | 2-2   | Éliminatoires de la Coupe du monde 2006 (zone CONCACAF - 3e tour)  |
| 5 | 16 novembre 2018  | Hamilton     | Bermudes - Salvador | 1-0   | Ligue des nations de la CONCACAF 2019-2020 (tournoi de classement) |

#### Bilan
Au 30 novembre 2018 :
- Total de matchs disputés : 5
- Victoires des Bermudes : 2
- Matchs nuls : 1
- Victoires du Salvador : 2
- Total de buts marqués par les Bermudes : 6
- Total de buts marqués par le Salvador : 8

### Bolivie

#### Confrontations
Confrontations entre le Salvador et la Bolivie en matchs officiels.
|   | Date             | Lieu         | Match              | Score | Compétition  |
| - | ---------------- | ------------ | ------------------ | ----- | ------------ |
| 1 | 12 mars 1993     | San Salvador | Salvador - Bolivie | 2-2   | Match amical |
| 2 | 5 mai 1996       | Washington   | Salvador - Bolivie | 1-1   | Match amical |
| 3 | 15 novembre 2006 | La Paz       | Bolivie - Salvador | 5-1   | Match amical |
| 4 | 22 octobre 2008  | Washington   | Salvador - Bolivie | 2-0   | Match amical |

#### Bilan
Au 3 septembre 2018 :
- Total de matchs disputés : 4
- Victoires de la Bolivie : 1
- Matchs nuls : 2
- Victoires du Salvador : 1
- Total de buts marqués par la Bolivie : 8
- Total de buts marqués par le Salvador : 6

### Brésil

#### Confrontations
Confrontations entre le Brésil et le Salvador en matchs officiels :
|   | Date              | Lieu        | Match             | Score | Compétition              |
| - | ----------------- | ----------- | ----------------- | ----- | ------------------------ |
| 1 | 12 juin 1994      | Fresno      | Brésil - Salvador | 4-0   | Match amical             |
| 2 | 8 février 1998    | Los Angeles | Salvador - Brésil | 0-4   | Gold Cup 1998 (Groupe A) |
| 3 | 11 septembre 2018 | Washington  | Brésil - Salvador | 5-0   | Match amical             |

#### Bilan
Au 13 septembre 2018 :
- Total de matchs disputés : 3
- Victoires de l'équipe du Brésil : 3
- Matchs nul : 0
- Victoires de l'équipe du Salvador : 0
- Total de buts marqués par le Brésil : 13
- Total de buts marqués par le Salvador : 0

## C

### Canada

#### Confrontations
Confrontations en matchs officiels entre le Salvador et le Canada :
|    | Date              | Lieu         | Match             | Score | Compétition                                                          |
| -- | ----------------- | ------------ | ----------------- | ----- | -------------------------------------------------------------------- |
| 1  | 8 octobre 1977    | Monterrey    | Salvador - Canada | 1-0   | Coupe des nations de la CONCACAF 1977 (tour final)                   |
| 2  | 2 novembre 1981   | Tegucigalpa  | Canada - Salvador | 1-0   | Coupe des nations de la CONCACAF 1981 (tour final)                   |
| 3  | 30 septembre 1987 | San Salvador | Salvador - Canada | 2-1   | Match amical                                                         |
| 4  | 25 octobre 1992   | San Salvador | Salvador - Canada | 1-1   | Éliminatoires de la Coupe du monde 1994 (zone CONCACAF - 2e tour)    |
| 5  | 8 novembre 1992   | Vancouver    | Canada - Salvador | 2-3   | Éliminatoires de la Coupe du monde 1994 (zone CONCACAF - 2e tour)    |
| 6  | 11 avril 1993     | Vancouver    | Canada - Salvador | 2-0   | Éliminatoires de la Coupe du monde 1994 (zone CONCACAF - 3e tour)    |
| 7  | 2 mai 1993        | San Salvador | Salvador - Canada | 1-2   | Éliminatoires de la Coupe du monde 1994 (zone CONCACAF - 3e tour)    |
| 8  | 3 novembre 1996   | Burnaby      | Canada - Salvador | 1-0   | Éliminatoires de la Coupe du monde 1998 (zone CONCACAF - 2e tour)    |
| 9  | 15 décembre 1996  | San Salvador | Salvador - Canada | 0-2   | Éliminatoires de la Coupe du monde 1998 (zone CONCACAF - 2e tour)    |
| 10 | 6 avril 1997      | Burnaby      | Canada - Salvador | 0-0   | Éliminatoires de la Coupe du monde 1998 (zone CONCACAF - tour final) |
| 11 | 14 septembre 1997 | San Salvador | Salvador - Canada | 4-1   | Éliminatoires de la Coupe du monde 1998 (zone CONCACAF - tour final) |
| 12 | 8 octobre 1999    | Los Angeles  | Canada - Salvador | 2-1   | Gold Cup 2000 (tour préliminaire)                                    |
| 13 | 7 juillet 2009    | Columbus     | Salvador - Canada | 0-1   | Gold Cup 2009 (gr. A)                                                |
| 14 | 8 juillet 2015    | Carson       | Salvador - Canada | 0-0   | Gold Cup 2015 (gr. B)                                                |
| 15 | 17 novembre 2015  | San Salvador | Salvador - Canada | 0-0   | Éliminatoires de la Coupe du monde 2018 (zone CONCACAF, 4e tour)     |
| 16 | 6 septembre 2016  | Vancouver    | Canada - Salvador | 3-1   | Éliminatoires de la Coupe du monde 2018 (zone CONCACAF, 4e tour)     |
| 17 | 8 octobre 2017    | Houston      | Salvador - Canada | 1-0   | Match amical                                                         |
| 18 | 8 septembre 2021  | Toronto      | Canada - Salvador | 3-0   | Éliminatoires de la Coupe du monde de football 2022                  |

#### Bilan
Au 4 avril 2022 :
- Total de matchs disputés : 18
- Victoires du Salvador: 5
- Matchs nuls : 4
- Victoires du Canada : 11
- Total de buts marqués par le Salvador : 16
- Total de buts marqués par le Canada : 23

### Chili

#### Confrontations
Confrontations entre le Salvador et le Chili en matchs officiels.
|   | Date        | Lieu        | Match            | Score | Compétition    |
| - | ----------- | ----------- | ---------------- | ----- | -------------- |
| 1 | 7 mai 1989  | Los Angeles | Salvador - Chili | 0-1   | Tournoi amical |
| 2 | 5 juin 2015 | Rancagua    | Chili - Salvador | 1-0   | Match amical   |

#### Bilan
Au 3 septembre 2018 :
- Total de matchs disputés : 2
- Victoires du Chili : 2
- Victoires du Salvador : 0
- Matchs nuls : 0
- Total de buts marqués par le Chili : 2
- Total de buts marqués par le Salvador : 0

### Chine

#### Confrontations
Confrontations entre le Salvador et la Chine en matchs officiels.
|   | Date          | Lieu        | Match            | Score | Compétition  |
| - | ------------- | ----------- | ---------------- | ----- | ------------ |
| 1 | 23 avril 2008 | Los Angeles | Salvador - Chine | 2-2   | Match amical |

#### Bilan
Au 3 septembre 2018 :
- Total de matchs disputés : 1
- Victoires de la Chine : 0
- Matchs nuls : 1
- Victoires du Salvador : 0
- Total de buts marqués par la Chine : 2
- Total de buts marqués par le Salvador : 2

### Colombie

#### Confrontations
Confrontations entre le Salvador et la Colombie en matchs officiels.
|   | Date             | Lieu       | Match               | Score | Compétition                                   |
| - | ---------------- | ---------- | ------------------- | ----- | --------------------------------------------- |
| 1 | 21 février 1938  | Panama     | Salvador - Colombie | 2-3   | Jeux d'Amérique centrale et des Caraïbes 1938 |
| 2 | 5 mai 1994       | Miami      | Colombie - Salvador | 3-0   | Match amical                                  |
| 3 | 7 septembre 1997 | New York   | Colombie - Salvador | 2-2   | Match amical                                  |
| 4 | 29 mai 1999      | New York   | Colombie - Salvador | 1-2   | Match amical                                  |
| 5 | 28 avril 2004    | Washington | Colombie - Salvador | 2-0   | Match amical                                  |
| 6 | 7 août 2009      | Houston    | Colombie - Salvador | 2-1   | Match amical                                  |
| 7 | 10 octobre 2014  | Harrison   | Colombie - Salvador | 3-0   | Match amical                                  |

#### Bilan
Au 3 septembre 2018 :
- Total de matchs disputés : 7
- Victoires de la Colombie : 5
- Matchs nuls : 1
- Victoires du Salvador : 1
- Total de buts marqués par la Colombie : 16
- Total de buts marqués par le Salvador : 7

### Corée du Sud

#### Confrontations
Confrontations en matchs officiels entre le Corée du Sud et le Salvador :
|   | Date         | Lieu    | Match                   | Score | Compétition  |
| - | ------------ | ------- | ----------------------- | ----- | ------------ |
| 1 | 20 juin 2023 | Daejeon | Corée du Sud - Salvador | 1-1   | Match amical |

#### Bilan
Au 26 juin 2023 : 
- Total de matchs disputés : 1
- Victoires de le Corée du Sud : 1
- matchs nuls : 1
- Victoires du Salvador : 1
- Total de buts marqués par le Corée du Sud : 1
- Total de buts marqués par le Salvador : 1

### Costa Rica

#### Confrontations
Confrontations en matchs officiels entre le Costa Rica et le Salvador, :
|    | Date              | Lieu           | Match                 | Score           | Compétition                                                          |
| -- | ----------------- | -------------- | --------------------- | --------------- | -------------------------------------------------------------------- |
| 1  | 14 septembre 1921 | Guatemala      | Costa Rica - Salvador | 7-0             | Match amical                                                         |
| 2  | 22 mars 1930      | La Havane      | Costa Rica - Salvador | 9-2             | Jeux d'Amérique centrale et des Caraïbes de 1930 (gr. B)             |
| 3  | 26 mars 1930      | La Havane      | Costa Rica - Salvador | 5-0             | Jeux d'Amérique centrale et des Caraïbes de 1930 (tour final)        |
| 4  | 30 mars 1935      | San Salvador   | Salvador - Costa Rica | 1-6             | Jeux d'Amérique centrale et des Caraïbes de 1935 (tour final)        |
| 5  | 12 février 1938   | Panama         | Costa Rica - Salvador | 7-0             | Jeux d'Amérique centrale et des Caraïbes de 1938 (tour final)        |
| 6  | 25 février 1940   | San Salvador   | Salvador - Costa Rica | 3-2             | Match amical                                                         |
| 7  | 10 mars 1940      | San Salvador   | Salvador - Costa Rica | 0-1             | Match amical                                                         |
| 8  | 18 mai 1941       | San José       | Costa Rica - Salvador | 3-1             | Coupe CCCF 1941                                                      |
| 9  | 9 décembre 1943   | San Salvador   | Salvador - Costa Rica | 4-2             | Coupe CCCF 1943                                                      |
| 10 | 19 décembre 1943  | San Salvador   | Salvador - Costa Rica | 2-4             | Coupe CCCF 1943                                                      |
| 11 | 13 mars 1946      | San José       | Costa Rica - Salvador | 4-0             | Coupe CCCF 1946                                                      |
| 12 | 29 février 1948   | Guatemala      | Costa Rica - Salvador | 3-1             | Coupe CCCF 1948                                                      |
| 13 | 18 mars 1948      | Guatemala      | Costa Rica - Salvador | 6-0             | Coupe CCCF 1948                                                      |
| 14 | 26 février 1950   | Guatemala      | Salvador - Costa Rica | 0-1             | Jeux d'Amérique centrale et des Caraïbes de 1950 (gr. A)             |
| 15 | 8 mars 1953       | San José       | Costa Rica - Salvador | 5-1             | Coupe CCCF 1953                                                      |
| 16 | 19 août 1955      | Tegucigalpa    | Costa Rica - Salvador | 4-0             | Coupe CCCF 1955                                                      |
| 17 | 16 mars 1961      | San José       | Costa Rica - Salvador | 4-0             | Coupe CCCF 1961                                                      |
| 18 | 7 avril 1963      | San Salvador   | Salvador - Costa Rica | 1-4             | Coupe des nations de la CONCACAF 1963 (tour final)                   |
| 19 | 31 mars 1965      | Guatemala      | Costa Rica - Salvador | 1-2             | Championnat de la CONCACAF 1965 (tour final)                         |
| 20 | 29 octobre 1967   | San Salvador   | Salvador - Costa Rica | 3-1             | Match amical                                                         |
| 21 | 11 septembre 1968 | San Salvador   | Salvador - Costa Rica | 1-1             | Match amical                                                         |
| 22 | 14 novembre 1968  | San José       | Costa Rica - Salvador | 3-0             | Match amical                                                         |
| 23 | 14 septembre 1969 | San Salvador   | Salvador - Costa Rica | 2-1             | Match amical                                                         |
| 24 | 26 février 1970   | San José       | Costa Rica - Salvador | 2-0             | Match amical                                                         |
| 25 | 1er octobre 1972  | San José       | Costa Rica - Salvador | 2-0             | Match amical                                                         |
| 26 | 8 octobre 1972    | San José       | Costa Rica - Salvador | 1-0             | Match amical                                                         |
| 27 | 17 octobre 1975   | Mexico         | Costa Rica - Salvador | 0-0             | Match amical                                                         |
| 28 | 1er décembre 1976 | San Salvador   | Salvador - Costa Rica | 1-1             | Coupe des nations de la CONCACAF 1977 (tour préliminaire)            |
| 29 | 15 décembre 1976  | San José       | Costa Rica - Salvador | 1-1             | Coupe des nations de la CONCACAF 1977 (tour préliminaire)            |
| 30 | 26 octobre 1980   | San Salvador   | Salvador - Costa Rica | 2-0             | Coupe des nations de la CONCACAF 1981 (tour préliminaire)            |
| 31 | 10 décembre 1980  | San José       | Costa Rica - Salvador | 0-0             | Coupe des nations de la CONCACAF 1981 (tour préliminaire)            |
| 32 | 6 février 1985    | San José       | Costa Rica - Salvador | 2-1             | Match amical                                                         |
| 33 | 13 février 1985   | San Salvador   | Salvador - Costa Rica | 1-0             | Match amical                                                         |
| 34 | 21 février 1989   | Los Angeles    | Salvador - Costa Rica | 1-1 (tab : 4-3) | Match amical                                                         |
| 35 | 25 juin 1989      | San Salvador   | Salvador - Costa Rica | 2-4             | Coupe des nations de la CONCACAF 1989 (tour final)                   |
| 36 | 16 juillet 1989   | San José       | Costa Rica - Salvador | 1-0             | Coupe des nations de la CONCACAF 1989 (tour final)                   |
| 37 | 29 mai 1991       | San José       | Costa Rica - Salvador | 7-1             | Coupe UNCAF des nations 1991                                         |
| 38 | 4 mars 1992       | San José       | Costa Rica - Salvador | 2-0             | Match amical                                                         |
| 39 | 29 avril 1992     | San Salvador   | Salvador - Costa Rica | 1-1             | Match amical                                                         |
| 40 | 5 mars 1993       | Tegucigalpa    | Costa Rica - Salvador | 1-0             | Coupe UNCAF des nations 1993                                         |
| 41 | 3 décembre 1995   | San Salvador   | Salvador - Costa Rica | 2-1             | Coupe UNCAF des nations 1995 (gr. A)                                 |
| 42 | 10 décembre 1995  | San Salvador   | Salvador - Costa Rica | 2-1             | Coupe UNCAF des nations 1995 (match pour la 3e place)                |
| 43 | 25 avril 1997     | Guatemala      | Costa Rica - Salvador | 1-0             | Coupe UNCAF des nations 1997 (tour final)                            |
| 44 | 4 mai 1997        | San Salvador   | Salvador - Costa Rica | 2-1             | Éliminatoires de la Coupe du monde 1998 (zone CONCACAF - tour final) |
| 45 | 10 août 1997      | San José       | Costa Rica - Salvador | 0-0             | Éliminatoires de la Coupe du monde 1998 (zone CONCACAF - tour final) |
| 46 | 28 mars 1999      | San José       | Costa Rica - Salvador | 4-0             | Coupe UNCAF des nations 1999 (tour final)                            |
| 47 | 3 juin 2001       | San Pedro Sula | Salvador - Costa Rica | 1-1             | Coupe UNCAF des nations 2001 (tour final)                            |
| 48 | 11 février 2003   | Panama         | Costa Rica - Salvador | 1-0             | Coupe UNCAF des nations 2003 (tour final)                            |
| 49 | 19 juillet 2003   | Foxborough     | Costa Rica - Salvador | 5-2             | Gold Cup 2003 (quart de finale)                                      |
| 50 | 21 février 2005   | Guatemala      | Costa Rica - Salvador | 2-1             | Coupe UNCAF des nations 2005 (tour final)                            |
| 51 | 16 février 2007   | San Salvador   | Salvador - Costa Rica | 0-2             | Coupe UNCAF des nations 2007 (demi-finale)                           |
| 52 | 13 octobre 2007   | San Salvador   | Salvador - Costa Rica | 2-2             | Match amical                                                         |
| 53 | 20 août 2008      | San José       | Costa Rica - Salvador | 1-0             | Éliminatoires de la Coupe du monde 2010 : zone CONCACAF (3e tour)    |
| 54 | 19 novembre 2008  | San Salvador   | Salvador - Costa Rica | 1-3             | Éliminatoires de la Coupe du monde 2010 : zone CONCACAF (3e tour)    |
| 55 | 30 janvier 2009   | Tegucigalpa    | Costa Rica - Salvador | 1-0             | Coupe UNCAF des nations 2009 (demi-finale)                           |
| 56 | 1er avril 2009    | San José       | Costa Rica - Salvador | 1-0             | Éliminatoires de la Coupe du monde 2010 : zone CONCACAF (4e tour)    |
| 57 | 3 juillet 2009    | Carson         | Costa Rica - Salvador | 1-2             | Gold Cup 2009 (gr. A)                                                |
| 58 | 9 septembre 2009  | San Salvador   | Salvador - Costa Rica | 1-0             | Éliminatoires de la Coupe du monde 2010 : zone CONCACAF (4e tour)    |
| 59 | 12 octobre 2010   | Ciudad Quesada | Costa Rica - Salvador | 2-1             | Match amical                                                         |
| 60 | 9 juin 2011       | Charlotte      | Costa Rica - Salvador | 1-1             | Gold Cup 2011 (gr. A)                                                |
| 61 | 8 juin 2012       | San José       | Costa Rica - Salvador | 1-1             | Éliminatoires de la Coupe du monde 2014 (zone CONCACAF, 3e tour)     |
| 62 | 10 octobre 2012   | San Salvador   | Salvador - Costa Rica | 0-1             | Éliminatoires de la Coupe du monde 2014 (zone CONCACAF, 3e tour)     |
| 63 | 25 janvier 2013   | San José       | Costa Rica - Salvador | 1-0             | Copa Centroamericana 2013 (demi-finale)                              |
| 64 | 11 juillet 2015   | Houston        | Costa Rica - Salvador | 1-1             | Gold Cup 2015 (gr. B)                                                |
| 65 | 13 janvier 2017   | Panama         | Costa Rica - Salvador | 0-0             | Copa Centroamericana 2017                                            |
| 66 | 21 août 2021      | Carson         | Salvador - Costa Rica | 0-0             | Match amical                                                         |
| 67 | 10 octobre 2021   | San José       | Costa Rica - Salvador | 2-1             | Éliminatoires de la Coupe du monde de football 2022                  |
| 68 | 27 mars 2022      | San Salvador   | Salvador - Costa Rica | 1-2             | Éliminatoires de la Coupe du monde de football 2022                  |
| 69 | 30 juin 2023      | Harrison       | Salvador - Costa Rica | 0-0             | Gold Cup 2023 (gr. C)                                                |
| 70 | 2 février 2024    | San José       | Costa Rica - Salvador | 2-0             | Match amical                                                         |

#### Bilan
Au 9 février 2024 :
- Total de matchs disputés : 70
- Victoires du Costa Rica : 45
- Matchs nuls : 16
- Victoires du Salvador : 14
- Total de buts marqués par le Costa Rica : 152
- Total de buts marqués par le Salvador : 58

### Côte d'Ivoire

#### Confrontations
Confrontations entre le Salvador et la Côte d'Ivoire en matchs officiels.
|   | Date        | Lieu   | Match                    | Score | Compétition  |
| - | ----------- | ------ | ------------------------ | ----- | ------------ |
| 1 | 4 juin 2014 | Frisco | Côte d'Ivoire - Salvador | 2-1   | Match amical |

#### Bilan
Au 3 septembre 2018 :
- Total de matchs disputés : 1
- Victoires de la Côte d'Ivoire : 1
- Matchs nuls : 0
- Victoires du Salvador : 0
- Total de buts marqués par la Côte d'Ivoire : 2
- Total de buts marqués par le Salvador : 1

### Cuba

#### Confrontations
Confrontations en matchs officiels entre Cuba et le Salvador :
|    | Date              | Lieu         | Match           | Score | Compétition                                                          |
| -- | ----------------- | ------------ | --------------- | ----- | -------------------------------------------------------------------- |
| 1  | 1er avril 1930    | La Havane    | Cuba - Salvador | 5-2   | Jeux d'Amérique centrale et des Caraïbes de 1930 (tour final)        |
| 2  | 24 mars 1935      | San Salvador | Salvador - Cuba | 4-1   | Jeux d'Amérique centrale et des Caraïbes de 1935 (tour final)        |
| 3  | 12 mars 1954      | Mexico       | Salvador - Cuba | 3-1   | Jeux d'Amérique centrale et des Caraïbes de 1954 (tour final)        |
| 4  | 20 août 1955      | Tegucigalpa  | Salvador - Cuba | 2-1   | Coupe CCCF 1955                                                      |
| 5  | 11 novembre 1981  | Tegucigalpa  | Cuba - Salvador | 0-0   | Éliminatoires de la Coupe du monde 1982 (zone CONCACAF - tour final) |
| 6  | 8 septembre 1996  | San Salvador | Salvador - Cuba | 5-0   | Éliminatoires de la Coupe du monde 1998 (zone CONCACAF - 2e tour)    |
| 7  | 1er décembre 1996 | San Salvador | Salvador - Cuba | 3-0   | Éliminatoires de la Coupe du monde 1998 (zone CONCACAF - 2e tour)    |
| 8  | 10 octobre 1999   | Los Angeles  | Salvador - Cuba | 0-3   | Gold Cup 2000 (tour préliminaire)                                    |
| 9  | 24 mars 2011      | La Havane    | Cuba - Salvador | 0-1   | Match amical                                                         |
| 10 | 12 juin 2011      | Chicago      | Salvador - Cuba | 6-1   | Gold Cup 2011 (gr. A)                                                |

#### Bilan
Au 3 septembre 2018 :
- Total de matchs disputés : 10
- Victoires de Cuba : 2
- Matchs nuls : 1
- Victoires du Salvador : 7
- Total de buts marqués par Cuba : 12
- Total de buts marqués par le Salvador : 27

### Curaçao et Antilles néerlandaises

#### Confrontations
Confrontations en matchs officiels entre les Antilles néerlandaises puis Curaçao, et le Salvador :
|    | Date             | Lieu         | Match                             | Score | Compétition                                                        |
| -- | ---------------- | ------------ | --------------------------------- | ----- | ------------------------------------------------------------------ |
| 1  | 11 mai 1941      | San José     | Curaçao - Salvador                | 2-2   | Coupe CCCF 1941                                                    |
| 2  | 9 mars 1948      | Guatemala    | Salvador - Antilles néerlandaises | 1-0   | Coupe CCCF 1948                                                    |
| 3  | 11 mars 1948     | Guatemala    | Salvador - Antilles néerlandaises | 2-0   | Coupe CCCF 1948                                                    |
| 4  | 1er mars 1950    | Guatemala    | Salvador - Curaçao                | 1-1   | Jeux d'Amérique centrale et des Caraïbes de 1950 (gr. A)           |
| 5  | 10 mars 1950     | Guatemala    | Salvador - Curaçao                | 3-1   | Jeux d'Amérique centrale et des Caraïbes de 1950 (tour final)      |
| 6  | 4 septembre 1950 |              | Antilles néerlandaises - Salvador | 2-2   | Match amical                                                       |
| 7  | 21 mars 1953     | San José     | Salvador - Antilles néerlandaises | 1-1   | Coupe CCCF 1953                                                    |
| 8  | 26 août 1955     | Tegucigalpa  | Curaçao - Salvador                | 3-0   | Coupe CCCF 1955                                                    |
| 9  | 13 mars 1961     | San José     | Salvador - Antilles néerlandaises | 0-0   | Coupe CCCF 1961 (gr. 2)                                            |
| 10 | 5 avril 1963     | San Salvador | Salvador - Antilles néerlandaises | 3-2   | Coupe des nations de la CONCACAF 1963 (tour final)                 |
| 11 | 10 avril 1965    | Guatemala    | Salvador - Antilles néerlandaises | 1-1   | Championnat de la CONCACAF 1965 (tour final)                       |
| 12 | 14 juin 1966     | San Juan     | Antilles néerlandaises - Salvador | 2-0   | Jeux d’Amérique centrale et des Caraïbes de 1966 (tour final)      |
| 13 | 12 décembre 1968 | San Salvador | Salvador - Antilles néerlandaises | 1-0   | Éliminatoires de la Coupe du monde 1970 (zone CONCACAF - 1er tour) |
| 14 | 15 décembre 1968 | San Salvador | Antilles néerlandaises - Salvador | 1-2   | Éliminatoires de la Coupe du monde 1970 (zone CONCACAF - 1er tour) |
| 15 | 1er octobre 1988 | Willemstad   | Antilles néerlandaises - Salvador | 0-1   | Coupe des nations de la CONCACAF 1989 (qualifications)             |
| 16 | 16 octobre 1988  | San Salvador | Salvador - Antilles néerlandaises | 5-0   | Coupe des nations de la CONCACAF 1989 (qualifications)             |
| 17 | 4 septembre 2015 | Willemstad   | Curaçao - Salvador                | 0-1   | Éliminatoires de la Coupe du monde 2018 (zone CONCACAF, 3e tour)   |
| 18 | 8 septembre 2015 | San Salvador | Salvador - Curaçao                | 1-0   | Éliminatoires de la Coupe du monde 2018 (zone CONCACAF, 3e tour)   |
| 19 | 22 mars 2017     | Willemstad   | Curaçao - Salvador                | 1-1   | Match amical                                                       |
| 20 | 13 juillet 2017  | Denver       | Salvador - Curaçao                | 2-0   | Gold Cup 2017 (gr. C)                                              |
| 21 | 17 juin 2019     | Kingston     | Curaçao - Salvador                | 0-1   | Gold Cup 2019 (gr. C)                                              |
| 22 | 16 novembre 2023 | Willemstad   | Curaçao - Salvador                | 1-1   | match amical                                                       |
| 23 | 21 novembre 2023 | Willemstad   | Curaçao - Salvador                | 1-1   | match amical                                                       |

#### Bilan
Au 22 novembre 2023 :
- Total de matchs disputés : 22
- Victoires des Antilles néerlandaises et de Curaçao : 4
- Matchs nuls : 8
- Victoires du Salvador : 14
- Total de buts marqués par les Antilles néerlandaises et Curaçao : 19
- Total de buts marqués par le Salvador : 33

## E

### Équateur

#### Confrontations
Confrontations entre le Salvador et l'Équateur en matchs officiels.
|   | Date             | Lieu            | Match               | Score | Compétition  |
| - | ---------------- | --------------- | ------------------- | ----- | ------------ |
| 1 | 12 décembre 1984 | San Salvador    | Salvador - Équateur | 0-0   | Match amical |
| 2 | 28 mai 1997      | San Salvador    | Salvador - Équateur | 0-2   | Match amical |
| 3 | 2 juillet 2001   | East Rutherford | Équateur - Salvador | 1-0   | Match amical |
| 4 | 8 septembre 2007 | Quito           | Équateur - Salvador | 5-1   | Match amical |
| 5 | 27 mai 2009      | Los Angeles     | Salvador - Équateur | 3-1   | Match amical |
| 6 | 21 mars 2013     | Quito           | Équateur - Salvador | 5-0   | Match amical |
| 7 | 14 octobre 2014  | Harrison        | Équateur - Salvador | 5-1   | Match amical |
| 8 | 13 juin 2017     | Harrison        | Équateur - Salvador | 3-0   | Match amical |

#### Bilan
Au 3 septembre 2018 :
- Total de matchs disputés : 8
- Victoires de l'Équateur : 6
- Matchs nuls : 1
- Victoires du Salvador : 1
- Total de buts marqués par l'Équateur : 22
- Total de buts marqués par le Salvador : 5

### Espagne

#### Confrontations
Confrontations entre le Salvador et l'Espagne en matchs officiels.
|   | Date        | Lieu     | Match              | Score | Compétition  |
| - | ----------- | -------- | ------------------ | ----- | ------------ |
| 1 | 7 juin 2014 | Landover | Salvador - Espagne | 0-2   | Match amical |

#### Bilan
Au 3 septembre 2018 :
- Total de matchs disputés : 1
- Victoires de l'Espagne : 1
- Matchs nuls : 0
- Victoires du Salvador : 0
- Total de buts marqués par l'Espagne : 2
- Total de buts marqués par le Salvador : 0

### Estonie

#### Confrontations
Confrontations entre le Salvador et l'Estonie en matchs officiels.
|   | Date            | Lieu        | Match              | Score | Compétition  |
| - | --------------- | ----------- | ------------------ | ----- | ------------ |
| 1 | 29 février 2012 | Los Angeles | Salvador - Estonie | 0-2   | Match amical |

#### Bilan
Au 3 septembre 2018 :
- Total de matchs disputés : 1
- Victoires de l'Estonie : 1
- Matchs nuls : 0
- Victoires du Salvador : 0
- Total de buts marqués par l'Estonie : 2
- Total de buts marqués par le Salvador : 0

### États-Unis

#### Confrontations
Confrontations en matchs officiels entre le Salvador et les États-Unis :
| #  | Date              | Lieu         | Match                 | Score | Compétition                                                          |
| -- | ----------------- | ------------ | --------------------- | ----- | -------------------------------------------------------------------- |
| 1  | 15 septembre 1977 | San Salvador | Salvador - États-Unis | 1-2   | Match amical                                                         |
| 2  | 22 septembre 1977 | San Salvador | Salvador - États-Unis | 0-1   | Match amical                                                         |
| 3  | 30 septembre 1977 | Los Angeles  | États-Unis - Salvador | 0-0   | Match amical                                                         |
| 4  | 9 octobre 1984    | Los Angeles  | États-Unis - Salvador | 3-1   | Match amical                                                         |
| 5  | 17 septembre 1989 | Tegucigalpa  | Salvador - États-Unis | 0-1   | Coupe des nations de la CONCACAF 1989 (tour final)                   |
| 6  | 5 novembre 1989   | Fenton       | États-Unis - Salvador | 0-0   | Coupe des nations de la CONCACAF 1989 (tour final)                   |
| 7  | 19 février 1992   | San Salvador | Salvador - États-Unis | 2-0   | Match amical                                                         |
| 8  | 23 mars 1993      | San Salvador | Salvador - États-Unis | 2-2   | Match amical                                                         |
| 9  | 5 décembre 1993   | Los Angeles  | États-Unis - Salvador | 7-0   | Match amical                                                         |
| 10 | 16 janvier 1996   | Anaheim      | États-Unis - Salvador | 2-0   | Gold Cup 1996 (gr. C)                                                |
| 11 | 30 août 1996      | Los Angeles  | États-Unis - Salvador | 3-1   | Match amical                                                         |
| 12 | 29 juin 1997      | San Salvador | Salvador - États-Unis | 1-1   | Éliminatoires de la Coupe du monde 1998 (zone CONCACAF - tour final) |
| 13 | 16 novembre 1997  | Foxborough   | États-Unis - Salvador | 4-2   | Éliminatoires de la Coupe du monde 1998 (zone CONCACAF - tour final) |
| 14 | 27 janvier 2002   | Miami        | États-Unis - Salvador | 4-0   | Gold Cup 2002 (quart de finale)                                      |
| 15 | 17 novembre 2002  | Washington   | États-Unis - Salvador | 2-0   | Match amical                                                         |
| 16 | 12 juillet 2003   | Foxborough   | États-Unis - Salvador | 2-0   | Gold Cup 2003 (gr. C)                                                |
| 17 | 4 septembre 2004  | Foxborough   | États-Unis - Salvador | 2-0   | Éliminatoires de la Coupe du monde 2006 (zone CONCACAF - 3e tour)    |
| 18 | 9 octobre 2004    | San Salvador | Salvador - États-Unis | 0-2   | Éliminatoires de la Coupe du monde 2006 (zone CONCACAF - 3e tour)    |
| 19 | 12 juin 2007      | Foxborough   | États-Unis - Salvador | 4-0   | Gold Cup 2007 (gr. B)                                                |
| 20 | 28 mars 2009      | San Salvador | Salvador - États-Unis | 2-2   | Éliminatoires de la Coupe du monde 2010 : zone CONCACAF (4e tour)    |
| 21 | 5 septembre 2009  | Sandy        | États-Unis - Salvador | 2-1   | Éliminatoires de la Coupe du monde 2010 : zone CONCACAF (4e tour)    |
| 22 | 24 février 2010   | Tampa        | États-Unis - Salvador | 2-1   | Match amical                                                         |
| 23 | 21 juillet 2013   | Baltimore    | États-Unis - Salvador | 5-1   | Gold Cup 2013 (quart de finale)                                      |
| 24 | 19 juillet 2017   | Philadelphie | États-Unis - Salvador | 2-0   | Gold Cup 2017 (quart de finale)                                      |
| 25 | 2 septembre 2021  | San Salvador | Salavdor - États-Unis | 0-0   | Éliminatoires de la Coupe du monde de football 2022                  |
| 26 | 27 janvier 2022   | Columbus     | États-Unis - Salvador | 1-0   | Éliminatories de la Coupe du monde de football 2022                  |
| 27 | 14 juin 2023      | San Salvador | Salvador - États-Unis | 1-1   | Ligue des nations de la CONCACAF 2022-2023                           |
| 28 | 27 mars 2023      | Orlando      | États-Unis - Salvador | 1-0   | Ligue des nations de la CONCACAF 2022-2023                           |

#### Bilan
Au 1er juillet 2023 :
- Total de matchs disputés : 28
- Victoires du Salvador : 2
- Matchs nuls : 6
- Victoires des États-Unis : 21
- Total de buts marqués par le Salvador : 16
- Total de buts marqués par les États-Unis : 58

## G

### Grenade

#### Confrontations
Confrontations entre le Salvador et la Grenade en matchs officiels.
|   | Date         | Lieu          | Match              | Score | Compétition                                         |
| - | ------------ | ------------- | ------------------ | ----- | --------------------------------------------------- |
| 1 | 25 mars 2021 | San Salvador  | Salvador - Greande | 2-0   | Éliminatoires de la Coupe du monde de football 2022 |
| 2 | 4 juin 2022  | San Salvador  | Salvador - Grenade | 3-1   | Ligue des nations de la CONCACAF 2022-2023          |
| 3 | 7 juin 2022  | Saint-Georges | Grenade - Salvador | 2-2   | Ligue des nations de la CONCACAF 2022-2023          |

#### Bilan
Au 1er juillet 2023 :
- Total de matchs disputés : 3
- Victoires de la Grenade : 3
- Matchs nuls : 0
- Victoires du Salvador : 5
- Total de buts marqués par la Grenade : 3
- Total de buts marqués par le Salvador : 5

### Grèce

#### Confrontations
Confrontations entre le Salvador et la Grèce en matchs officiels.
|   | Date         | Lieu   | Match            | Score | Compétition  |
| - | ------------ | ------ | ---------------- | ----- | ------------ |
| 1 | 18 août 1999 | Kavala | Grèce - Salvador | 3-1   | Match amical |
| 2 | 20 août 1999 | Kavala | Grèce - Salvador | 3-0   | Match amical |

#### Bilan
Au 3 septembre 2018 :
- Total de matchs disputés : 2
- Victoires de la Grèce : 2
- Matchs nuls : 0
- Victoires du Salvador : 0
- Total de buts marqués par la Grèce : 6
- Total de buts marqués par le Salvador : 1

### Guatemala

#### Confrontations
Confrontations en matchs officiels entre le Salvador et le Guatemala :
|    | Date              | Lieu           | Match                 | Score           | Compétition                                                          |
| -- | ----------------- | -------------- | --------------------- | --------------- | -------------------------------------------------------------------- |
| 1  | 19 mars 1930      | La Havane      | Salvador - Guatemala  | 8-2             | Jeux d'Amérique centrale et des Caraïbes de 1930 (gr. B)             |
| 2  | 3 avril 1935      | San Salvador   | Salvador - Guatemala  | 6-1             | Jeux d'Amérique centrale et des Caraïbes de 1935 (tour final)        |
| 3  | 5 décembre 1943   | San Salvador   | Salvador - Guatemala  | 2-2             | Coupe CCCF 1943                                                      |
| 4  | 12 décembre 1943  | San Salvador   | Salvador - Guatemala  | 2-1             | Coupe CCCF 1943                                                      |
| 5  | 23 février 1946   | San José       | Guatemala - Salvador  | 3-1             | Coupe CCCF 1946                                                      |
| 6  | 2 mars 1948       | Guatemala      | Guatemala - Salvador  | 3-0             | Coupe CCCF 1948                                                      |
| 7  | 13 mars 1948      | Guatemala      | Guatemala - Salvador  | 1-1             | Coupe CCCF 1948                                                      |
| 8  | 13 mars 1950      | Guatemala      | Guatemala - Salvador  | 2-0             | Jeux d'Amérique centrale et des Caraïbes de 1950 (tour final)        |
| 9  | 2 septembre 1950  | Willemstad     | Salvador - Guatemala  | 2-1             | Match amical                                                         |
| 10 | 13 mars 1953      | San José       | Guatemala - Salvador  | 3-2             | Coupe CCCF 1953                                                      |
| 11 | 15 août 1955      | Tegucigalpa    | Guatemala - Salvador  | 2-3             | Coupe CCCF 1955                                                      |
| 12 | 29 mars 1963      | San Salvador   | Salvador - Guatemala  | 1-1             | Coupe des nations de la CONCACAF 1963 (gr. A)                        |
| 13 | 3 avril 1965      | Guatemala      | Guatemala - Salvador  | 4-1             | Championnat de la CONCACAF 1965 (tour final)                         |
| 14 | 22 octobre 1967   | Guatemala      | Guatemala - Salvador  | 1-0             | Match amical                                                         |
| 15 | 5 novembre 1967   | San Salvador   | Salvador - Guatemala  | 1-3             | Match amical                                                         |
| 16 | 7 mai 1968        |                | Salvador - Guatemala  | 3-0             | Match amical                                                         |
| 17 | 15 août 1968      |                | Salvador - Guatemala  | 1-0             | Match amical                                                         |
| 18 | 3 décembre 1972   | Guatemala      | Guatemala - Salvador  | 1-0             | Coupe des nations de la CONCACAF 1973 (tour préliminaire)            |
| 19 | 10 décembre 1972  | San Salvador   | Salvador - Guatemala  | 0-1             | Coupe des nations de la CONCACAF 1973 (tour préliminaire)            |
| 20 | 7 juillet 1976    | Guatemala      | Guatemala - Salvador  | 1-0             | Match amical                                                         |
| 21 | 3 décembre 1976   | Guatemala      | Guatemala - Salvador  | 1-0             | Coupe des nations de la CONCACAF 1977 (tour préliminaire)            |
| 22 | 19 décembre 1976  | San Salvador   | Salvador - Guatemala  | 2-0             | Coupe des nations de la CONCACAF 1977 (tour préliminaire)            |
| 23 | 23 octobre 1977   | Mexico         | Guatemala - Salvador  | 2-2             | Coupe des nations de la CONCACAF 1977 (tour final)                   |
| 24 | 17 août 1980      | Guatemala      | Guatemala - Salvador  | 1-1             | Match amical                                                         |
| 25 | 3 septembre 1980  | San Salvador   | Salvador - Guatemala  | 3-2             | Match amical                                                         |
| 26 | 9 novembre 1980   | Guatemala      | Guatemala - Salvador  | 0-0             | Coupe des nations de la CONCACAF 1981 (tour préliminaire)            |
| 27 | 21 décembre 1980  | San Salvador   | Salvador - Guatemala  | 1-0             | Coupe des nations de la CONCACAF 1981 (tour préliminaire)            |
| 28 | 26 juillet 1983   | Los Angeles    | Salvador - Guatemala  | 0-0 (tab : 4-3) | Match amical                                                         |
| 29 | 27 juin 1984      | San Salvador   | Salvador - Guatemala  | 3-1             | Match amical                                                         |
| 30 | 4 décembre 1984   | Los Angeles    | Salvador - Guatemala  | 2-1             | Match amical                                                         |
| 31 | 23 décembre 1984  | Guatemala      | Guatemala - Salvador  | 2-0             | Match amical                                                         |
| 32 | 22 mars 1987      | Guatemala      | Guatemala - Salvador  | 2-0             | Match amical                                                         |
| 33 | 7 octobre 1987    | Los Angeles    | Salvador - Guatemala  | 1-0             | Match amical                                                         |
| 34 | 10 avril 1988     | San Salvador   | Salvador - Guatemala  | 0-0             | Match amical                                                         |
| 35 | 21 avril 1988     | Los Angeles    | Salvador - Guatemala  | 1-0             | Match amical                                                         |
| 36 | 5 août 1988       | Los Angeles    | Guatemala - Salvador  | 2-1             | Match amical                                                         |
| 37 | 9 novembre 1988   | Los Angeles    | Salvador - Guatemala  | 0-0             | Match amical                                                         |
| 38 | 26 mai 1991       | San José       | Guatemala - Salvador  | 0-0             | Coupe UNCAF des nations 1991                                         |
| 39 | 7 décembre 1995   | San Salvador   | Salvador - Guatemala  | 0-1             | Coupe UNCAF des nations 1995 (demi-finale)                           |
| 40 | 25 septembre 1996 | Los Angeles    | Salvador - Guatemala  | 2-1             | Match amical                                                         |
| 41 | 13 mars 1997      | San Salvador   | Salvador - Guatemala  | 0-0             | Match amical                                                         |
| 42 | 13 avril 1997     | Washington     | Salvador - Guatemala  | 1-1             | Match amical                                                         |
| 43 | 23 avril 1997     | Guatemala      | Guatemala - Salvador  | 1-0             | Coupe UNCAF des nations 1997 (tour final)                            |
| 44 | 24 septembre 1997 | Los Angeles    | Guatemala - Salvador  | 1-0             | Match amical                                                         |
| 45 | 1er février 1998  | Los Angeles    | Salvador - Guatemala  | 0-0             | Gold Cup 1998 (gr. A)                                                |
| 46 | 19 mars 1999      | San José       | Guatemala - Salvador  | 1-1             | Coupe UNCAF des nations 1999 (gr. B)                                 |
| 47 | 26 mars 1999      | San José       | Guatemala - Salvador  | 1-0             | Coupe UNCAF des nations 1999 (tour final)                            |
| 48 | 28 juillet 1999   | Los Angeles    | Guatemala - Salvador  | 2-0             | Match amical                                                         |
| 49 | 2 avril 2000      | Guatemala      | Guatemala - Salvador  | 0-1             | Qualification pour la Coupe du monde 2002 (zone CONCACAF - 1er tour) |
| 50 | 7 mai 2000        | San Salvador   | Salvador - Guatemala  | 1-1             | Qualification pour la Coupe du monde 2002 (zone CONCACAF - 1er tour) |
| 51 | 7 juillet 2000    | Los Angeles    | Guatemala - Salvador  | 1-0             | Match amical                                                         |
| 52 | 6 mars 2001       | Guatemala      | Guatemala - Salvador  | 1-1             | Match amical                                                         |
| 53 | 30 mai 2001       | San Pedro Sula | Salvador - Guatemala  | 0-0             | Coupe UNCAF des nations 2001 (tour final)                            |
| 54 | 23 janvier 2002   | Pasadena       | Guatemala - Salvador  | 0-1             | Gold Cup 2002 (gr. A)                                                |
| 55 | 17 janvier 2003   | Santa Ana      | Guatemala - Salvador  | 0-0             | Match amical                                                         |
| 56 | 19 janvier 2003   | Los Angeles    | Salvador - Guatemala  | 0-0             | Match amical                                                         |
| 57 | 20 février 2003   | Panama         | Guatemala - Salvador  | 2-0             | Coupe UNCAF des nations 2003 (tour final)                            |
| 58 | 8 juillet 2003    | Guatemala      | Guatemala - Salvador  | 2-1             | Match amical                                                         |
| 59 | 31 mars 2004      | San Salvador   | Salvador - Guatemala  | 0-3             | Match amical                                                         |
| 60 | 18 juillet 2004   | Los Angeles    | Guatemala - Salvador  | 1-0             | Match amical                                                         |
| 61 | 6 août 2004       | Washington     | Salvador - Guatemala  | 0-2             | Match amical                                                         |
| 62 | 12 février 2007   | San Salvador   | Salvador - Guatemala  | 0-0             | Coupe UNCAF des nations 2007 (gr. A)                                 |
| 63 | 18 février 2007   | San Salvador   | Salvador - Guatemala  | 0-1             | Coupe UNCAF des nations 2007 (match pour la 3e place)                |
| 64 | 9 juin 2007       | Carson         | Guatemala - Salvador  | 1-0             | Gold Cup 2007 (gr. B)                                                |
| 65 | 30 mai 2008       | Washington     | Salvador - Guatemala  | 0-0             | Match amical                                                         |
| 66 | 20 juillet 2008   | Los Angeles    | Salvador - Guatemala  | 0-0             | Match amical                                                         |
| 67 | 3 mars 2010       | Los Angeles    | Guatemala - Salvador  | 2-1             | Match amical                                                         |
| 68 | 7 septembre 2010  | Washington     | Guatemala - Salvador  | 2-0             | Match amical                                                         |
| 69 | 11 août 2012      | Carson         | Salvador - Guatemala  | 1-0             | Match amical                                                         |
| 70 | 3 septembre 2014  | Washington     | Guatemala - Salvador  | 2-1             | Copa Centroamericana 2014 (finale)                                   |
| 71 | 31 mars 2015      | Carson         | Salvador - Guatemala  | 0-0             | Match amical                                                         |
| 72 | 13 octobre 2015   | Los Angeles    | Salvador - Guatemala  | 1-1 (tab : 4-2) | Match amical                                                         |
| 73 | 2 mars 2016       | Guatemala      | Guatemala - Salvador  | 1-0             | Match amical                                                         |
| 74 | 6 mars 2019       | Los Angeles    | Salvador - Guatemala  | 3-1             | Match amical                                                         |
| 75 | 10 juillet 2021   | Frisco         | Salavador - Guatemala | 2-0             | Gold Cup 2021                                                        |
| 76 | 24 avril 2022     | San José       | Salvador - Guatemala  | 0-4             | Match amical                                                         |
| 77 | 8 septembre 2023  | Guatemala      | Guatemala - Salvador  | 2-0             | Ligue des nations de la CONCACAF 2023-2024                           |

#### Bilan
Au 8 septembre 2023 :
- Total de matchs disputés : 77
- Victoires du Salvador : 21
- Matchs nuls : 22
- Victoires du Guatemala : 37
- Total de buts marqués par le Salvador : 69
- Total de buts marqués par le Guatemala : 96

### Guyana

#### Confrontations
Confrontations entre le Guyana et le Salvador en matchs officiels :
|   | Date              | Lieu         | Match             | Score | Compétition                                                      |
| - | ----------------- | ------------ | ----------------- | ----- | ---------------------------------------------------------------- |
| 1 | 7 septembre 2012  | San Salvador | Salvador - Guyana | 2-2   | Éliminatoires de la Coupe du monde 2014 (zone CONCACAF, 3e tour) |
| 2 | 11 septembre 2012 | Providence   | Guyana - Salvador | 2-3   | Éliminatoires de la Coupe du monde 2014 (zone CONCACAF, 3e tour) |

#### Bilan
Au 3 septembre 2018 :
- Total de matchs disputés : 2
- Victoires du Salvador : 1
- Matchs nuls : 1
- Victoires du Guyana : 0
- Total de buts marqués par le Salvador : 5
- Total de buts marqués par le Guyana : 4

## H

### Haïti

#### Confrontations
Confrontations en matchs officiels entre le Salvador et Haïti :
|    | Date              | Lieu           | Match            | Score    | Compétition                                                       |
| -- | ----------------- | -------------- | ---------------- | -------- | ----------------------------------------------------------------- |
| 1  | 3 mars 1950       | Guatemala      | Salvador - Haïti | 1-0      | Jeux d'Amérique centrale et des Caraïbes 1950                     |
| 2  | 20 mars 1961      | San José       | Salvador - Haïti | 2-0      | Coupe CCCF 1961 (tour final)                                      |
| 3  | 6 avril 1965      | Guatemala      | Salvador - Haïti | 3-1      | Championnat de la CONCACAF 1965 (tour final)                      |
| 4  | 10 octobre 1967   |                | Salvador - Haïti | 2-0      | Match amical                                                      |
| 5  | 21 septembre 1969 | Port-au-Prince | Haïti - Salvador | 1-2      | Éliminatoires de la Coupe du monde 1970 (zone CONCACAF - 3e tour) |
| 6  | 28 septembre 1969 | San Salvador   | Salvador - Haïti | 0-3      | Éliminatoires de la Coupe du monde 1970 (zone CONCACAF - 3e tour) |
| 7  | 8 octobre 1969    | Kingston       | Salvador - Haïti | 1-0 (ap) | Éliminatoires de la Coupe du monde 1970 (zone CONCACAF - 3e tour) |
| 8  | 16 octobre 1977   | Mexico         | Haïti - Salvador | 1-0      | Coupe des nations de la CONCACAF 1977 (tour final)                |
| 9  | 15 mai 1980       | Port-au-Prince | Haïti - Salvador | 2-0      | Match amical                                                      |
| 10 | 4 juin 1980       | San Salvador   | Salvador - Haïti | 3-0      | Match amical                                                      |
| 11 | 11 juin 1981      | Port-au-Prince | Haïti - Salvador | 0-0      | Match amical                                                      |
| 12 | 13 juin 1981      | Port-au-Prince | Haïti - Salvador | 0-0      | Match amical                                                      |
| 13 | 26 juillet 1981   | San Salvador   | Salvador - Haïti | 4-0      | Match amical                                                      |
| 14 | 19 novembre 1981  | Tegucigalpa    | Haïti - Salvador | 0-1      | Coupe des nations de la CONCACAF 1981 (tour final)                |
| 15 | 6 octobre 1999    | Los Angeles    | Salvador - Haïti | 1-1      | Gold Cup 2000 (tour préliminaire)                                 |
| 16 | 28 mars 2000      | San Salvador   | Salvador - Haïti | 3-1      | Match amical                                                      |
| 17 | 6 août 2000       | Port-au-Prince | Haïti - Salvador | 2-1      | Match amical                                                      |
| 18 | 15 décembre 2001  | Miami          | Salvador - Haïti | 0-0      | Match amical                                                      |
| 19 | 12 mai 2004       | Houston        | Salvador - Haïti | 3-3      | Match amical                                                      |
| 20 | 17 avril 2007     | San Salvador   | Salvador - Haïti | 0-1      | Match amical                                                      |
| 21 | 26 janvier 2008   | Port-au-Prince | Haïti - Salvador | 0-0      | Match amical                                                      |
| 22 | 29 janvier 2008   | Saint-Marc     | Haïti - Salvador | 0-0      | Match amical                                                      |
| 23 | 6 septembre 2008  | San Salvador   | Salvador - Haïti | 5-0      | Éliminatoires de la Coupe du monde 2010 : zone CONCACAF (3e tour) |
| 24 | 11 octobre 2008   | Port-au-Prince | Haïti - Salvador | 0-0      | Éliminatoires de la Coupe du monde 2010 : zone CONCACAF (3e tour) |
| 25 | 9 février 2011    | San Salvador   | Salvador - Haïti | 1-0      | Match amical                                                      |
| 26 | 15 juillet 2013   | Houston        | Salvador - Haïti | 1-0      | Gold Cup 2013 (gr. B)                                             |
| 27 | 9 octobre 2015    | Houston        | Salvador - Haïti | 1-3      | Match amical                                                      |
| 29 | 2 juin 2019       | Washington     | Salvador - Haïti | 1-0      | Match amical                                                      |

#### Bilan
Au 16 juin 2019 :
- Total de matchs disputés : 29
- Victoires du Salvador : 15
- Matchs nuls : 8
- Victoires d'Haïti : 6
- Total de buts marqués par le Salvador : 37
- Total de buts marqués par Haïti : 19

### Honduras

#### Confrontations
Confrontations en matchs officiels entre le Salvador et le Honduras, :
|    | Date              | Lieu            | Match               | Score           | Compétition                                                         |
| -- | ----------------- | --------------- | ------------------- | --------------- | ------------------------------------------------------------------- |
| 1  | 7 novembre 1927   | Tegucigalpa     | Honduras - Salvador | 1-0             | Match amical                                                        |
| 2  | 8 novembre 1927   | Tegucigalpa     | Honduras - Salvador | 0-0             | Match amical                                                        |
| 3  | 7 décembre 1928   | San Salvador    | Salvador - Honduras | 5-0             | Match amical                                                        |
| 4  | 29 mars 1930      | La Havane       | Salvador - Honduras | 1-4             | Jeux d'Amérique centrale et des Caraïbes de 1930 (tour final)       |
| 5  | 28 mars 1935      | San Salvador    | Salvador - Honduras | 3-4             | Jeux d'Amérique centrale et des Caraïbes de 1935 (tour final)       |
| 6  | 11 octobre 1937   | San Salvador    | Salvador - Honduras | 3-2             | Match amical                                                        |
| 7  | 10 mars 1946      | San José        | Salvador - Honduras | 3-1             | Coupe CCCF 1946                                                     |
| 8  | 11 mars 1950      | Guatemala       | Salvador - Honduras | 1-2             | Jeux d'Amérique centrale et des Caraïbes de 1950 (tour final)       |
| 9  | 15 mars 1953      | San José        | Salvador - Honduras | 0-3             | Coupe CCCF 1953                                                     |
| 10 | 18 juin 1955      | San Salvador    | Salvador - Honduras | 2-2             | Match amical                                                        |
| 11 | 19 juin 1955      | San Salvador    | Salvador - Honduras | 0-0             | Match amical                                                        |
| 12 | 17 août 1955      | Tegucigalpa     | Honduras - Salvador | 3-1             | Coupe CCCF 1955                                                     |
| 13 | 13 décembre 1959  | San Salvador    | Salvador - Honduras | 1-0             | Match amical                                                        |
| 14 | 2 mars 1961       | San José        | Salvador - Honduras | 1-0             | Coupe CCCF 1961 (gr. 2)                                             |
| 15 | 18 mars 1961      | San José        | Salvador - Honduras | 5-1             | Coupe CCCF 1961 (tour final)                                        |
| 16 | 31 mars 1963      | San Salvador    | Salvador - Honduras | 2-2             | Coupe des nations de la CONCACAF 1963 (gr. 1)                       |
| 17 | 3 avril 1963      | San Salvador    | Salvador - Honduras | 3-0             | Coupe des nations de la CONCACAF 1963 (tour final)                  |
| 18 | 14 mars 1965      | San Salvador    | Salvador - Honduras | 3-1             | Championnat de la CONCACAF 1965 (qualifications)                    |
| 19 | 17 juillet 1968   | Tegucigalpa     | Honduras - Salvador | 0-0             | Match amical                                                        |
| 20 | 31 juillet 1968   | San Salvador    | Salvador - Honduras | 2-1             | Match amical                                                        |
| 21 | 8 juin 1969       | Tegucigalpa     | Honduras - Salvador | 1-0             | Éliminatoires de la Coupe du monde 1970 (zone CONCACAF - 2e tour)   |
| 22 | 15 juin 1969      | San Salvador    | Salvador - Honduras | 3-0             | Éliminatoires de la Coupe du monde 1970 (zone CONCACAF - 2e tour)   |
| 23 | 28 juin 1969      | Mexico          | Salvador - Honduras | 3-2 (ap)        | Éliminatoires de la Coupe du monde 1970 (zone CONCACAF - 2e tour)   |
| 24 | 23 novembre 1980  | San Salvador    | Salvador - Honduras | 2-1             | Coupe des nations de la CONCACAF 1981 (tour préliminaire)           |
| 25 | 30 novembre 1980  | Tegucigalpa     | Honduras - Salvador | 2-0             | Coupe des nations de la CONCACAF 1981 (tour préliminaire)           |
| 26 | 16 novembre 1981  | Tegucigalpa     | Honduras - Salvador | 0-0             | Coupe des nations de la CONCACAF 1981 (tour final)                  |
| 27 | 18 avril 1982     | San Salvador    | Salvador - Honduras | 3-2             | Match amical                                                        |
| 28 | 22 avril 1982     | San Pedro Sula  | Honduras - Salvador | 1-1             | Match amical                                                        |
| 29 | 10 mars 1985      | San Salvador    | Salvador - Honduras | 1-2             | Coupe des nations de la CONCACAF 1985 (tour préliminaire)           |
| 30 | 14 mars 1985      | Tegucigalpa     | Honduras - Salvador | 0-0             | Coupe des nations de la CONCACAF 1985 (tour préliminaire)           |
| 31 | 29 avril 1987     | Tegucigalpa     | Honduras - Salvador | 1-0             | Match amical                                                        |
| 32 | 6 mai 1987        | San Salvador    | Salvador - Honduras | 1-2             | Match amical                                                        |
| 33 | 18 mars 1988      | Los Angeles     | Salvador - Honduras | 0-0             | Match amical                                                        |
| 34 | 25 septembre 1988 | Los Angeles     | Salvador - Honduras | 0-0             | Match amical                                                        |
| 35 | 2 juin 1991       | San José        | Honduras - Salvador | 2-1             | Coupe UNCAF des nations 1991                                        |
| 36 | 17 mars 1992      | Los Angeles     | Salvador - Honduras | 1-1             | Match amical                                                        |
| 37 | 12 août 1992      | Los Angeles     | Salvador - Honduras | 0-3             | Match amical                                                        |
| 38 | 13 septembre 1992 | San Salvador    | Salvador - Honduras | 3-1             | Match amical                                                        |
| 39 | 18 septembre 1992 | San Pedro Sula  | Honduras - Salvador | 1-1             | Match amical                                                        |
| 40 | 9 mars 1993       | Tegucigalpa     | Honduras - Salvador | 3-0             | Coupe UNCAF des nations 1993                                        |
| 41 | 25 avril 1993     | Tegucigalpa     | Honduras - Salvador | 2-0             | Éliminatoires de la Coupe du monde 1994 (zone CONCACAF - 3e tour)   |
| 42 | 9 mai 1993        | San Salvador    | Salvador - Honduras | 2-1             | Éliminatoires de la Coupe du monde 1994 (zone CONCACAF - 3e tour)   |
| 43 | 3 mai 1994        | Miami           | Salvador - Honduras | 3-1             | Match amical                                                        |
| 44 | 14 août 1996      | San Pedro Sula  | Honduras - Salvador | 2-1             | Match amical                                                        |
| 45 | 21 août 1996      | San Salvador    | Salvador - Honduras | 1-2             | Match amical                                                        |
| 46 | 21 octobre 1996   | Tegucigalpa     | Honduras - Salvador | 1-1             | Match amical                                                        |
| 47 | 18 avril 1997     | Guatemala       | Honduras - Salvador | 3-0             | Coupe UNCAF des nations 1997 (gr. B)                                |
| 48 | 27 avril 1997     | Guatemala       | Honduras - Salvador | 0-0             | Coupe UNCAF des nations 1997 (tour final)                           |
| 49 | 28 janvier 1998   | San Salvador    | Salvador - Honduras | 1-1             | Match amical                                                        |
| 50 | 18 novembre 1998  | Los Angeles     | Salvador - Honduras | 1-2             | Match amical                                                        |
| 51 | 24 mars 1999      | San José        | Honduras - Salvador | 3-1             | Coupe UNCAF des nations 1999 (tour final)                           |
| 52 | 9 février 2001    | San Pedro Sula  | Honduras - Salvador | 5-1             | Match amical                                                        |
| 53 | 16 juillet 2000   | San Salvador    | Salvador - Honduras | 2-5             | Qualification pour la Coupe du monde 2002 (zone CONCACAF - 2e tour) |
| 54 | 2 septembre 2000  | Tegucigalpa     | Honduras - Salvador | 5-0             | Qualification pour la Coupe du monde 2002 (zone CONCACAF - 2e tour) |
| 55 | 27 mai 2001       | San Pedro Sula  | Honduras - Salvador | 1-1             | Coupe UNCAF des nations 2001 (gr. A)                                |
| 56 | 15 février 2003   | Panama          | Salvador - Honduras | 1-0             | Coupe UNCAF des nations 2003 (tour final)                           |
| 57 | 29 juin 2003      | Tegucigalpa     | Honduras - Salvador | 1-1             | Match amical                                                        |
| 58 | 3 août 2004       | San Salvador    | Salvador - Honduras | 0-4             | Match amical                                                        |
| 59 | 6 septembre 2006  | Tegucigalpa     | Honduras - Salvador | 2-0             | Match amical                                                        |
| 60 | 24 mars 2007      | Fort Lauderdale | Honduras - Salvador | 2-0             | Match amical                                                        |
| 61 | 27 mars 2007      | Cary            | Honduras - Salvador | 2-0             | Match amical                                                        |
| 62 | 22 août 2007      | San Salvador    | Salvador - Honduras | 2-0             | Match amical                                                        |
| 63 | 26 janvier 2009   | Tegucigalpa     | Honduras - Salvador | 2-0             | Coupe UNCAF des nations 2009 (gr. A)                                |
| 64 | 1er février 2009  | Tegucigalpa     | Honduras - Salvador | 1-0             | Coupe UNCAF des nations 2009 (match pour la 3e place)               |
| 65 | 10 juin 2009      | San Pedro Sula  | Honduras - Salvador | 1-0             | Éliminatoires de la Coupe du monde 2010 : zone CONCACAF (4e tour)   |
| 66 | 14 octobre 2009   | San Salvador    | Salvador - Honduras | 0-1             | Éliminatoires de la Coupe du monde 2010 : zone CONCACAF (4e tour)   |
| 67 | 4 septembre 2010  | Los Angeles     | Salvador - Honduras | 2-2 (tab : 3-4) | Match amical                                                        |
| 68 | 21 janvier 2011   | Panama          | Honduras - Salvador | 2-0             | Copa Centroamericana 2011 (demi-finale)                             |
| 69 | 29 mai 2011       | Houston         | Salvador - Honduras | 2-2             | Match amical                                                        |
| 70 | 2 juin 2012       | Washington      | Honduras - Salvador | 3-0             | Match amical                                                        |
| 71 | 18 janvier 2013   | San José        | Honduras - Salvador | 1-1             | Copa Centroamericana 2013 (gr. B)                                   |
| 72 | 12 juillet 2013   | Miami           | Honduras - Salvador | 1-0             | Gold Cup 2013 (gr. B)                                               |
| 73 | 7 septembre 2014  | Dallas          | Salvador - Honduras | 1-0             | Copa Centroamericana 2014 (gr. A)                                   |
| 74 | 31 mai 2015       | Washington      | Honduras - Salvador | 2-0             | Match amical                                                        |
| 75 | 25 mars 2016      | San Salvador    | Salvador - Honduras | 2-2             | Éliminatoires de la Coupe du monde 2018 (zone CONCACAF, 4e tour)    |
| 76 | 29 mars 2016      | San Pedro Sula  | Honduras - Salvador | 2-0             | Éliminatoires de la Coupe du monde 2018 (zone CONCACAF, 4e tour)    |
| 77 | 15 janvier 2017   | Panama          | Salvador - Honduras | 1-2             | Copa Centroamericana 2017                                           |
| 78 | 27 mai 2017       | Washington      | Salvador - Honduras | 2-2             | Match amical                                                        |
| 79 | 2 juin 2018       | Houston         | Salvador - Honduras | 1-0             | Match amical                                                        |
| 80 | 25 juin 2019      | Los Angeles     | Honduras - Salvador | 4-0             | Gold Cup 2019 (gr. C)                                               |
| 81 | 5 septembre 2021  | Salvador        | Salvador - Honduras | 0-0             | Éliminatoires de la Coupe du monde de football 2022                 |
| 82 | 30 janvier 2022   | San Pedro Sula  | Honduras - Salvador | 0-2             | Éliminatoires de la Coupe du monde de football 2022                 |
| 83 | 22 mars 2023      | Los Angeles     | Salvador - Honduras | 0-1             | Match amical                                                        |
| 84 | 26 mars 2024      | Houston         | Salavdor - Honduras | 1-1             | Match amical                                                        |

#### Bilan
Au 30 mars 2024 :
- Total de matchs disputés : 84
- Victoires du Salvador : 24
- Matchs nuls : 23
- Victoires du Honduras : 40
- Total de buts marqués par le Salvador : 90
- Total de buts marqués par le Honduras : 129

### Hongrie

#### Confrontations
Confrontations entre le Salvador et la Hongrie en matchs officiels.
|   | Date            | Lieu         | Match              | Score | Compétition                |
| - | --------------- | ------------ | ------------------ | ----- | -------------------------- |
| 1 | 15 juin 1982    | Elche        | Hongrie - Salvador | 10-1  | Coupe du monde 1982 (gr.3) |
| 2 | 8 décembre 1991 | San Salvador | Salvador - Hongrie | 1-1   | Match amical               |

#### Bilan
Au 3 septembre 2018 :
- Total de matchs disputés : 2
- Victoires de l'équipe de Hongrie : 1
- Matchs nuls : 1
- Victoires de l'équipe du Salvador : 0
- Total de buts marqués par l'équipe de Hongrie : 11
- Total de buts marqués par l'équipe du Salvador : 2

## I

### Îles Caïmans

#### Confrontations
Confrontations entre les îles Caïmans et le Salvador en matchs officiels :
|   | Date             | Lieu         | Match                   | Score | Compétition                                                      |
| - | ---------------- | ------------ | ----------------------- | ----- | ---------------------------------------------------------------- |
| 1 | 6 septembre 2011 | George Town  | Îles Caïmans - Salvador | 1-4   | Éliminatoires de la Coupe du monde 2014 (zone CONCACAF, 2e tour) |
| 2 | 10 octobre 2011  | San Salvador | Salvador - Îles Caïmans | 4-0   | Éliminatoires de la Coupe du monde 2014 (zone CONCACAF, 2e tour) |

#### Bilan
Au 3 septembre 2018 :
- Total de matchs disputés : 2
- Victoires du Salvador : 2
- Matchs nuls : 0
- Victoires des îles Caïmans : 0
- Total de buts marqués par le Salvador : 8
- Total de buts marqués par les îles Caïmans : 1

### Îles Vierges des États-Unis

#### Confrontations
Confrontations entre le Salvador et les îles Vierges des États-Unis en matchs officiels: 
|   | Date        | Lieu         | Match                                  | Score | Compétition                                         |
| - | ----------- | ------------ | -------------------------------------- | ----- | --------------------------------------------------- |
| 1 | 5 juin 2021 | Sainte-Croix | Îles Vierges des États-Unis - Salvador | 0-7   | Éliminatoires de la Coupe du monde de football 2022 |

#### Bilan
Au 4 juillet 2023 :
- Total de matchs disputés : 1
- Victoires du Salvador : 7
- Matchs nuls : 0
- Victoires des îles Vierges des États-Unis : 0
- Total de buts marqués par le Salvador : 7
- Total de buts marqués par les îles Vierges des États-Unis de football : 0

## J

### Jamaïque

#### Confrontations
Confrontations entre le Salvador et la Jamaïque en matchs officiels, :
|    | Date             | Lieu         | Match               | Score | Compétition                                                           |
| -- | ---------------- | ------------ | ------------------- | ----- | --------------------------------------------------------------------- |
| 1  | 5 août 1963      | Kingston     | Jamaïque - Salvador | 0-1   | Match amical                                                          |
| 2  | 7 août 1963      | Kingston     | Jamaïque - Salvador | 0-0   | Match amical                                                          |
| 3  | 9 août 1963      | Kingston     | Jamaïque - Salvador | 1-1   | Match amical                                                          |
| 4  | 22 juin 1966     | San Juan     | Salvador - Jamaïque | 1-0   | Jeux d'Amérique centrale et des Caraïbes de 1966                      |
| 5  | 22 novembre 1992 | Kingston     | Jamaïque - Salvador | 0-2   | Qualification pour la Coupe du monde 1994 (deuxième tour - groupe B)  |
| 6  | 6 décembre 1992  | San Salvador | Salvador - Jamaïque | 2-1   | Qualification pour la Coupe du monde 1994 (deuxième tour - groupe B)  |
| 7  | 18 mai 1997      | Kingston     | Jamaïque - Salvador | 1-0   | Qualification pour la Coupe du monde 1998 (tour final)                |
| 8  | 9 novembre 1997  | San Salvador | Salvador - Jamaïque | 2-2   | Qualification pour la Coupe du monde 1998 (tour final)                |
| 9  | 9 février 1998   | Los Angeles  | Jamaïque - Salvador | 2-0   | Gold Cup 1998 (groupe A)                                              |
| 10 | 16 août 2000     | Kingston     | Jamaïque - Salvador | 1-0   | Qualification pour la Coupe du monde 2002 (deuxième tour - groupe 2)  |
| 11 | 15 novembre 2000 | San Salvador | Salvador - Jamaïque | 2-0   | Qualification pour la Coupe du monde 2002 (deuxième tour - groupe 2)  |
| 12 | 16 novembre 2003 | Kingston     | Jamaïque - Salvador | 3-0   | Match amical                                                          |
| 13 | 8 septembre 2004 | San Salvador | Salvador - Jamaïque | 0-3   | Qualification pour la Coupe du monde 2006 (troisième tour - groupe 1) |
| 14 | 13 octobre 2004  | Kingston     | Jamaïque - Salvador | 0-0   | Qualification pour la Coupe du monde 2006 (troisième tour - groupe 1) |
| 15 | 18 novembre 2007 | Kingston     | Jamaïque - Salvador | 3-0   | Match amical                                                          |
| 16 | 26 juillet 2008  | Dallas       | Salvador - Jamaïque | 0-0   | Match amical                                                          |
| 17 | 30 mai 2009      | Washington   | Salvador - Jamaïque | 0-0   | Match amical                                                          |
| 18 | 10 juillet 2009  | Miami        | Salvador - Jamaïque | 0-1   | Gold Cup 2009 (groupe A)                                              |
| 19 | 29 mars 2011     | San Salvador | Salvador - Jamaïque | 2-3   | Match amical                                                          |
| 20 | 15 août 2012     | Washington   | Salvador - Jamaïque | 0-2   | Match amical                                                          |
| 21 | 14 juillet 2015  | Toronto      | Jamaïque - Salvador | 1-0   | Gold Cup 2015 (groupe B)                                              |
| 22 | 16 juillet 2017  | San Antonio  | Jamaïque - Salvador | 1-1   | Gold Cup 2017 (gr. C)                                                 |
| 23 | 23 mars 2019     | San Salvador | Salvador - Jamaïque | 2-0   | Ligue des nations de la CONCACAF 2019-2020 (tournoi de classement)    |
| 24 | 21 juin 2019     | Houston      | Salvador - Jamaïque | 0-0   | Gold Cup 2019 (gr. C)                                                 |
| 25 | 12 novembre 2021 | Salvador     | Salvador - Jamaïque | 1-1   | Éliminatoires de la Coupe du monde de football 2022                   |
| 26 | 24 mars 2022     | Kingston     | Jamaïque - Salvador | 1-1   | Éliminatoires de la Coupe du monde de football 2022                   |

#### Bilan
Au 9 septembre 2022 :
- Total de matchs disputés : 26
- Victoires du Salvador : 8
- Matchs nuls : 10
- Victoires de la Jamaïque : 12
- Total de buts marqués par le Salvador : 18
- Total de buts marqués par la Jamaïque : 27

### Japon

#### Confrontations
Confrontations entre le Salvador et le Japon en matchs officiels.
|   | Date         | Lieu   | Match            | Score | Compétition  |
| - | ------------ | ------ | ---------------- | ----- | ------------ |
| 1 | 9 juin 2019  | Rifu   | Japon - Salvador | 2-0   | Match amical |
| 2 | 15 juin 2023 | Toyota | Japon - Salvador | 6-0   | Match amical |

#### Bilan
Au 27 juin 2023 :
- Total de matchs disputés : 2
- Victoires du Japon : 8
- Matchs nuls : 0
- Victoires du Salvador : 0
- Total de buts marqués par le Japon : 8
- Total de buts marqués par le Salvador : 0

## M

### Martinique

#### Confrontations
Confrontations entre le Salvador et la Martinique en matchs officiels.
|   | Date            | Lieu            | Match                 | Score | Compétition                                |
| - | --------------- | --------------- | --------------------- | ----- | ------------------------------------------ |
| 1 | 16 juillet 2003 | Foxborough      | Martinique - Salvador | 0-1   | Gold Cup 2003 (gr. C)                      |
| 2 | 27 juin 2023    | Fort Lauderdale | Salvador - Martinique | 1-2   | Gold Cup 2023 (gr. C)                      |
| 3 | 13 octobre 2023 | Fort-de-France  | Martinique - Salvador | 1-0   | Ligue des nations de la CONCACAF 2023-2024 |
| 4 | 17 octobre 2023 | San Salvador    | Salvador - Martinique | 0-0   | Ligue des nations de la CONCACAF 2023-2024 |

#### Bilan
Au 20 octobre 2023 :
- Total de matchs disputés : 4
- Victoires de la Martinique : 2
- Matchs nuls : 1
- Victoires du Salvador : 1
- Total de buts marqués par la Martinique : 3
- Total de buts marqués par le Salvador : 2

### Mexique

#### Confrontations
Confrontations en matchs officiels entre le Mexique et le Salvador :
|    | Date             | Lieu          | Match              | Score | Compétition                                                          |
| -- | ---------------- | ------------- | ------------------ | ----- | -------------------------------------------------------------------- |
| 1  | 27 mars 1935     | San Salvador  | Salvador - Mexique | 1-8   | Jeux d'Amérique centrale et des Caraïbes de 1935 (tour final)        |
| 2  | 18 février 1938  | Panama        | Mexique - Salvador | 6-0   | Jeux d'Amérique centrale et des Caraïbes 1938 (tour final)           |
| 3  | 13 mars 1954     | Mexico        | Mexique - Salvador | 2-3   | Jeux d'Amérique centrale et des Caraïbes de 1954 (tour final)        |
| 4  | 28 mars 1965     | Guatemala     | Mexique - Salvador | 2-0   | Championnat de la CONCACAF 1965 (tour final)                         |
| 5  | 18 juin 1966     | San Juan      | Mexique - Salvador | 5-2   | Jeux d'Amérique centrale et des Caraïbes de 1966 (tour final)        |
| 6  | 7 juin 1970      | Mexico        | Mexique - Salvador | 4-0   | Coupe du monde 1970 (gr. 1)                                          |
| 7  | 11 février 1976  |               | Salvador - Mexique | 0-0   | Match amical                                                         |
| 8  | 12 octobre 1977  | Mexico        | Mexique - Salvador | 3-1   | Coupe des nations de la CONCACAF 1977 (tour final)                   |
| 9  | 15 février 1978  | San Salvador  | Salvador - Mexique | 1-5   | Match amical                                                         |
| 10 | 1er mai 1979     |               | Salvador - Mexique | 0-1   | Match amical                                                         |
| 11 | 4 décembre 1979  | San Salvador  | Salvador - Mexique | 0-2   | Match amical                                                         |
| 12 | 18 décembre 1979 | Texcoco       | Mexique - Salvador | 1-1   | Match amical                                                         |
| 13 | 6 novembre 1981  | Tegucigalpa   | Mexique - Salvador | 0-1   | Coupe des nations de la CONCACAF 1981 (tour final)                   |
| 14 | 25 octobre 1983  | Los Angeles   | Mexique - Salvador | 5-0   | Match amical                                                         |
| 15 | 11 octobre 1984  | Los Angeles   | Mexique - Salvador | 1-0   | Match amical                                                         |
| 16 | 13 janvier 1987  | Los Angeles   | Mexique - Salvador | 3-1   | Match amical                                                         |
| 17 | 23 février 1989  | Los Angeles   | Mexique - Salvador | 2-0   | Match amical                                                         |
| 18 | 26 juillet 1992  | San Salvador  | Salvador - Mexique | 1-2   | Match amical                                                         |
| 19 | 7 octobre 1992   | Los Angeles   | Mexique - Salvador | 2-0   | Match amical                                                         |
| 20 | 4 avril 1993     | San Salvador  | Salvador - Mexique | 2-1   | Éliminatoires de la Coupe du monde 1994 (zone CONCACAF - 3e tour)    |
| 21 | 18 avril 1993    | Mexico        | Mexique - Salvador | 3-1   | Éliminatoires de la Coupe du monde 1994 (zone CONCACAF - 3e tour)    |
| 22 | 20 novembre 1996 | Los Angeles   | Mexique - Salvador | 3-1   | Match amical                                                         |
| 23 | 8 juin 1997      | San Salvador  | Salvador - Mexique | 0-1   | Éliminatoires de la Coupe du monde 1998 (zone CONCACAF - tour final) |
| 24 | 5 octobre 1997   | Mexico        | Mexique - Salvador | 5-0   | Éliminatoires de la Coupe du monde 1998 (zone CONCACAF - tour final) |
| 25 | 17 novembre 1998 | Los Angeles   | Mexique - Salvador | 2-0   | Match amical                                                         |
| 26 | 1er juillet 2000 | San Francisco | Mexique - Salvador | 3-0   | Match amical                                                         |
| 27 | 31 octobre 2001  | Puebla        | Mexique - Salvador | 4-1   | Match amical                                                         |
| 28 | 19 janvier 2002  | Pasadena      | Mexique - Salvador | 1-0   | Gold Cup 2002 (gr. A)                                                |
| 29 | 6 juillet 2003   | Carson        | Mexique - Salvador | 1-2   | Match amical                                                         |
| 30 | 6 juin 2009      | San Salvador  | Salvador - Mexique | 2-1   | Éliminatoires de la Coupe du monde 2010 : zone CONCACAF (4e tour)    |
| 31 | 10 octobre 2009  | Mexico        | Mexique - Salvador | 4-1   | Éliminatoires de la Coupe du monde 2010 : zone CONCACAF (4e tour)    |
| 32 | 5 juin 2011      | Arlington     | Mexique - Salvador | 5-0   | Gold Cup 2011 (gr. A)                                                |
| 33 | 12 juin 2012     | San Salvador  | Salvador - Mexique | 1-2   | Éliminatoires de la Coupe du monde 2014 (zone CONCACAF, 3e tour)     |
| 34 | 16 octobre 2012  | Torreón       | Mexique - Salvador | 2-0   | Éliminatoires de la Coupe du monde 2014 (zone CONCACAF, 3e tour)     |
| 35 | 13 novembre 2015 | Mexico        | Mexique - Salvador | 3-0   | Éliminatoires de la Coupe du monde 2018 (zone CONCACAF, 4e tour)     |
| 36 | 2 septembre 2016 | San Salvador  | Salvador - Mexique | 1-3   | Éliminatoires de la Coupe du monde 2018 (zone CONCACAF, 4e tour)     |
| 37 | 9 juillet 2017   | San Diego     | Mexique - Salvador | 3-1   | Gold Cup 2017 (gr. C)                                                |
| 38 | 21 juillet 2021  | Dallas        | Mexico - Salvador  | 1-0   | Gold Cup 2021 (gr. A)                                                |
| 39 | 13 octobre 2021  | San Salvador  | Salvador - Mexique | 0-2   | Éliminatoires de la Coupe du monde de football 2022                  |
| 40 | 30 mars 2022     | Mexico        | Mexique - Salvador | 2-0   | Éliminatoires de la Coupe du monde de football 2022                  |

#### Bilan
Au 7 juillet 2022 :
- Total de matchs disputés : 40
- Victoires du Mexique : 33
- Matchs nuls : 2
- Victoires du Salvador : 5
- Total de buts marqués par le Mexique : 104
- Total de buts marqués par le Salvador : 25

### Moldavie

#### Confrontations
Confrontations entre le Salvador et la Moldavie en matchs officiels.
|   | Date        | Lieu   | Match               | Score | Compétition  |
| - | ----------- | ------ | ------------------- | ----- | ------------ |
| 1 | 26 mai 2012 | Dallas | Salvador - Moldavie | 2-0   | Match amical |

#### Bilan
Au 3 septembre 2018 :
- Total de matchs disputés : 1
- Victoires de la Moldavie : 0
- Matchs nuls : 0
- Victoires du Salvador : 1
- Total de buts marqués par la Moldavie : 0
- Total de buts marqués par le Salvador : 2

### Montserrat

#### Confrontations
Confrontations en matchs officiels entre le Salvador et Montserrat :
|   | Date             | Lieu         | Match                 | Score | Compétition                                                        |
| - | ---------------- | ------------ | --------------------- | ----- | ------------------------------------------------------------------ |
| 1 | 8 septembre 2018 | Lookout      | Montserrat - Salvador | 1-2   | Ligue des nations de la CONCACAF 2019-2020 (tournoi de classement) |
| 2 | 12 octobre 2019  | Lookout      | Montserrat - Salvador | 0-2   | Ligue des nations de la CONCACAF 2019-2020 (Ligue B - gr. B)       |
| 3 | 16 novembre 2019 | San Salvador | Salvador - Montserrat | 1-0   | Ligue des nations de la CONCACAF 2019-2020 (Ligue B - gr. B)       |
| 4 | 28 mars 2021     | Willemstad   | Montserrat - Salvador | 1-1   | Éliminatoires de la Coupe du monde de football 2022                |

#### Bilan
Au 1er juillet 2023 :
- Total de matchs disputés : 4
- Victoires de Montserrat : 1
- Matchs nuls : 1
- Victoires du Salvador : 4
- Total de buts marqués par Montserrat : 1
- Total de buts marqués par le Salvador : 5

## N

### Nicaragua

#### Confrontations
Confrontations entre le Nicaragua et le Salvador en matchs officiels :
|    | Date              | Lieu          | Match                | Score | Compétition                                                        |
| -- | ----------------- | ------------- | -------------------- | ----- | ------------------------------------------------------------------ |
| 1  | 1er mai 1929      |               | Salvador - Nicaragua | 9-0   | Match amical                                                       |
| 2  | 13 mai 1941       | San José      | Salvador - Nicaragua | 8-0   | Coupe CCCF 1941                                                    |
| 3  | 7 décembre 1943   | San Salvador  | Salvador - Nicaragua | 8-1   | Coupe CCCF 1943                                                    |
| 4  | 16 décembre 1943  | San Salvador  | Nicaragua - Salvador | 1-10  | Coupe CCCF 1943                                                    |
| 5  | 28 février 1946   | San José      | Salvador - Nicaragua | 7-2   | Coupe CCCF 1946                                                    |
| 6  | 28 février 1950   | Guatemala     | Salvador - Nicaragua | 4-1   | Jeux d'Amérique centrale et des Caraïbes de 1950 (gr. A)           |
| 7  | 10 mars 1953      | San José      | Salvador - Nicaragua | 4-1   | Coupe CCCF 1953                                                    |
| 8  | 9 mars 1961       | San José      | Salvador - Nicaragua | 10-2  | Coupe CCCF 1961                                                    |
| 9  | 23 mars 1963      | San Salvador  | Salvador - Nicaragua | 6-1   | Coupe des nations de la CONCACAF 1963 (gr. A)                      |
| 10 | 10 mars 1965      | San Salvador  | Salvador - Nicaragua | 4-0   | Championnat de la CONCACAF 1965 (qualifications)                   |
| 11 | 9 septembre 1971  | San Salvador  | Salvador - Nicaragua | 3-2   | Coupe des nations de la CONCACAF 1971 (tour préliminaire)          |
| 12 | 15 septembre 1971 | San Salvador  | Nicaragua - Salvador | 0-1   | Coupe des nations de la CONCACAF 1971 (tour préliminaire)          |
| 13 | 14 avril 1991     | Managua       | Nicaragua - Salvador | 2-3   | Coupe UNCAF des nations 1991 (tour préliminaire)                   |
| 14 | 24 avril 1991     | San Salvador  | Salvador - Nicaragua | 2-0   | Coupe UNCAF des nations 1991 (tour préliminaire)                   |
| 15 | 19 juillet 1992   | Managua       | Nicaragua - Salvador | 0-5   | Éliminatoires de la Coupe du monde 1994 (zone CONCACAF - 1er tour) |
| 16 | 23 juillet 1992   | San Salvador  | Salvador - Nicaragua | 5-1   | Éliminatoires de la Coupe du monde 1994 (zone CONCACAF - 1er tour) |
| 17 | 21 mars 1999      | San José      | Salvador - Nicaragua | 1-0   | Coupe UNCAF des nations 1999 (gr. B)                               |
| 18 | 23 mai 2001       | Puerto Cortés | Salvador - Nicaragua | 3-0   | Coupe UNCAF des nations 2001 (gr. A)                               |
| 19 | 13 février 2003   | Panama        | Salvador - Nicaragua | 3-0   | Coupe UNCAF des nations 2003                                       |
| 20 | 10 février 2007   | San Salvador  | Salvador - Nicaragua | 2-1   | Coupe UNCAF des nations 2007 (gr. A)                               |
| 21 | 22 janvier 2009   | Tegucigalpa   | Salvador - Nicaragua | 1-1   | Coupe UNCAF des nations 2009 (gr. A)                               |
| 22 | 14 janvier 2011   | Panama        | Salvador - Nicaragua | 2-0   | Copa Centroamericana 2011 (gr. A)                                  |
| 23 | 18 novembre 2014  | Managua       | Nicaragua - Salvador | 0-2   | Match amical                                                       |
| 24 | 9 mars 2016       | Managua       | Nicaragua - Salvador | 1-1   | Match amical                                                       |
| 25 | 22 janvier 2017   | Panama        | Salvador - Nicaragua | 1-0   | Copa Centroamericana 2017                                          |
| 26 | 16 novembre 2022  | Managua       | Nicaragua - Salvador | 1-0   | Match amical                                                       |

#### Bilan
Au 10 avril 2023 :
- Total de matchs disputés : 26
- Victoires du Nicaragua : 1
- Match nul : 2
- Victoires du Salvador : 23
- Total de buts marqués par le Nicaragua : 10
- Total de buts marqués par le Salvador : 11

### Nouvelle-Zélande

#### Confrontations
Confrontations entre le Salvador et la Nouvelle-Zélande en matchs officiels.
|   | Date        | Lieu    | Match                       | Score | Compétition  |
| - | ----------- | ------- | --------------------------- | ----- | ------------ |
| 1 | 23 mai 2012 | Houston | Salvador - Nouvelle-Zélande | 2-2   | Match amical |

#### Bilan
Au 3 septembre 2018 :
- Total de matchs disputés : 1
- Victoires de la Nouvelle-Zélande : 0
- Matchs nuls : 1
- Victoires du Salvador : 0
- Total de buts marqués par la Nouvelle-Zélande : 2
- Total de buts marqués par le Salvador : 2

## P

### Panama

#### Confrontations
Confrontations en matchs officiels entre le Salvador et le Panama, :
|    | Date              | Lieu         | Match             | Score           | Compétition                                                       |
| -- | ----------------- | ------------ | ----------------- | --------------- | ----------------------------------------------------------------- |
| 1  | 23 février 1938   | Panama       | Panama - Salvador | 1-2             | Jeux d'Amérique centrale et des Caraïbes de 1938 (tour final)     |
| 2  | 15 mai 1941       | San José     | Salvador - Panama | 4-3             | Coupe CCCF 1941                                                   |
| 3  | 7 mars 1946       | San José     | Salvador - Panama | 4-1             | Coupe CCCF 1946                                                   |
| 4  | 5 novembre 1946   | San Salvador | Salvador - Panama | 2-3             | Match amical                                                      |
| 5  | 10 novembre 1946  | San Salvador | Salvador - Panama | 3-3             | Match amical                                                      |
| 6  | 7 mars 1948       | Guatemala    | Salvador - Panama | 1-2             | Coupe CCCF 1948                                                   |
| 7  | 16 mars 1948      | Guatemala    | Panama - Salvador | 2-0             | Coupe CCCF 1948                                                   |
| 8  | 3 août 1949       | San Salvador | Salvador - Panama | 3-1             | Match amical                                                      |
| 9  | 4 août 1949       | San Salvador | Salvador - Panama | 2-3             | Match amical                                                      |
| 10 | 10 mars 1953      | San José     | Salvador - Panama | 2-1             | Coupe CCCF 1953                                                   |
| 11 | 23 mars 1963      | San Salvador | Salvador - Panama | 1-1             | Coupe des nations de la CONCACAF 1963 (gr. A)                     |
| 12 | 25 mars 1966      | Panama       | Panama - Salvador | 1-0             | Match amical                                                      |
| 13 | 25 janvier 1974   | Panama       | Panama - Salvador | 1-0             | Match amical                                                      |
| 14 | 2 mai 1976        | Panama       | Panama - Salvador | 1-1             | Coupe des nations de la CONCACAF 1977 (tour préliminaire)         |
| 15 | 1er août 1976     | San Salvador | Salvador - Panama | 4-1             | Coupe des nations de la CONCACAF 1977 (tour préliminaire)         |
| 16 | 9 mai 1980        | Panama       | Panama - Salvador | 0-0             | Match amical                                                      |
| 17 | 24 août 1980      | Panama       | Panama - Salvador | 1-3             | Coupe des nations de la CONCACAF 1981 (tour préliminaire)         |
| 18 | 5 octobre 1980    | San Salvador | Salvador - Panama | 4-1             | Coupe des nations de la CONCACAF 1981 (tour préliminaire)         |
| 19 | 29 mai 1984       | San Salvador | Salvador - Panama | 2-1             | Match amical                                                      |
| 20 | 7 mars 1993       | Tegucigalpa  | Panama - Salvador | 1-1             | Coupe UNCAF des nations 1993                                      |
| 21 | 6 octobre 1996    | Panama       | Panama - Salvador | 1-1             | Éliminatoires de la Coupe du monde 1998 (zone CONCACAF - 2e tour) |
| 22 | 10 novembre 1996  | San Salvador | Salvador - Panama | 3-2             | Éliminatoires de la Coupe du monde 1998 (zone CONCACAF - 2e tour) |
| 23 | 20 avril 1997     | Guatemala    | Salvador - Panama | 2-0             | Coupe UNCAF des nations 1997 (gr. B)                              |
| 24 | 16 février 2000   | Panama       | Panama - Salvador | 4-1             | Match amical                                                      |
| 25 | 29 février 2000   | San Salvador | Salvador - Panama | 3-1             | Match amical                                                      |
| 26 | 14 mars 2001      | Panama       | Panama - Salvador | 1-0             | Match amical                                                      |
| 27 | 25 mai 2001       | Tegucigalpa  | Salvador - Panama | 2-1             | Coupe UNCAF des nations 2001 (gr. A)                              |
| 28 | 1er juin 2001     | Tegucigalpa  | Salvador - Panama | 1-1             | Coupe UNCAF des nations 2001 (tour final)                         |
| 29 | 9 février 2003    | Panama       | Panama - Salvador | 1-2             | Coupe UNCAF des nations 2003 (tour final)                         |
| 30 | 28 janvier 2004   | San Salvador | Salvador - Panama | 1-1             | Match amical                                                      |
| 31 | 18 août 2004      | San Salvador | Salvador - Panama | 2-1             | Éliminatoires de la Coupe du monde 2006 (zone CONCACAF - 3e tour) |
| 32 | 17 novembre 2004  | Panama       | Panama - Salvador | 3-0             | Éliminatoires de la Coupe du monde 2006 (zone CONCACAF - 3e tour) |
| 33 | 19 février 2005   | Guatemala    | Salvador - Panama | 0-1             | Coupe UNCAF des nations 2005 (gr. B)                              |
| 34 | 7 octobre 2006    | Panama       | Panama - Salvador | 1-0             | Match amical                                                      |
| 35 | 29 novembre 2006  | San Salvador | Salvador - Panama | 0-0             | Match amical                                                      |
| 36 | 15 juin 2008      | Panama       | Panama - Salvador | 1-0             | Éliminatoires de la Coupe du monde 2010 : zone CONCACAF (2e tour) |
| 37 | 22 juin 2008      | San Salvador | Salvador - Panama | 3-1             | Éliminatoires de la Coupe du monde 2010 : zone CONCACAF (2e tour) |
| 38 | 8 octobre 2010    | Panama       | Panama - Salvador | 1-0             | Match amical                                                      |
| 39 | 18 janvier 2011   | Panama       | Panama - Salvador | 2-0             | Copa Centroamericana 2011 (gr. A)                                 |
| 40 | 23 janvier 2011   | Panama       | Panama - Salvador | 0-0 (tab : 5-4) | Copa Centroamericana 2011 (match pour la 3e place)                |
| 41 | 19 juin 2011      | Washington   | Panama - Salvador | 1-1 (tab : 5-3) | Gold Cup 2011 (quart de finale)                                   |
| 42 | 20 janvier 2013   | San José     | Salvador - Panama | 0-0             | Copa Centroamericana 2013 (gr. B)                                 |
| 43 | 13 septembre 2014 | Los Angeles  | Salvador - Panama | 0-1             | Copa Centroamericana 2014 (match pour la 3e place)                |
| 44 | 14 novembre 2014  | San Salvador | Salvador - Panama | 1-3             | Match amical                                                      |
| 45 | 17 février 2016   | Panama       | Panama - Salvador | 1-0             | Match amical                                                      |
| 46 | 20 janvier 2017   | Panama       | Panama - Salvador | 1-0             | Copa Centroamericana 2017                                         |
| 47 | 7 octobre 2021    | San Salvador | Salavdor - Panama | 1-0             | Éliminatoires de la Coupe du monde de football 2022               |
| 48 | 16 novembre 2021  | Panama       | Panama - Salvador | 2-1             | Éliminatoires de la Coupe du monde de football 2022               |
| 49 | 5 juillet 2023    | Houston      | Panama - Salvador | 2-2             | Gold Cup 2023 (gr. C)                                             |

#### Bilan
Au 5 juillet 2023 :
- Total de matchs disputés : 49
- Victoires du Salvador : 17
- Matchs nuls : 13
- Victoires du Panama : 19
- Total de buts marqués par le Salvador : 67
- Total de buts marqués par le Panama : 64

### Paraguay

#### Confrontations
Confrontations entre le Salvador et le Paraguay en matchs officiels.
|   | Date              | Lieu            | Match               | Score | Compétition    |
| - | ----------------- | --------------- | ------------------- | ----- | -------------- |
| 1 | 17 septembre 1988 | San Salvador    | Salvador - Paraguay | 0-1   | Match amical   |
| 2 | 5 mai 1989        | Miami           | Paraguay - Salvador | 2-1   | Tournoi amical |
| 3 | 2 juillet 2003    | Los Angeles     | Paraguay - Salvador | 1-0   | Match amical   |
| 4 | 17 août 2005      | Ciudad del Este | Paraguay - Salvador | 3-0   | Match amical   |
| 5 | 6 février 2013    | Asuncion        | Paraguay - Salvador | 3-0   | Match amical   |

#### Bilan
Au 3 septembre 2018 :
- Total de matchs disputés : 5
- Victoires du Paraguay : 5
- Matchs nuls : 0
- Victoires du Salvador : 0
- Total de buts marqués par le Paraguay : 10
- Total de buts marqués par le Salvador : 1

### Pérou

#### Confrontations
Confrontations entre le Salvador et le Pérou en matchs officiels :
|   | Date              | Lieu         | Match            | Score | Compétition  |
| - | ----------------- | ------------ | ---------------- | ----- | ------------ |
| 1 | 14 mai 1969       | San Salvador | Salvador - Pérou | 1-4   | Match amical |
| 2 | 21 avril 1970     | Lima         | Pérou - Salvador | 3-0   | Match amical |
| 3 | 6 février 2009    | Los Angeles  | Salvador - Pérou | 1-0   | Match amical |
| 4 | 28 mai 2016       | Washington   | Pérou - Salvador | 3-1   | Match amical |
| 5 | 26 mars 2019      | Washington   | Pérou - Salvador | 0-2   | Match amical |
| 6 | 27 septembre 2022 | Washington   | Pérou - Salvador | 4-1   | Match amical |
| 7 | 14 juin 2024      | Philadelphie | Salvador - Pérou | 0-1   | Match amical |

#### Bilan
Au 25 juin 2024
- Total de matchs disputés : 7
- Victoires du Pérou : 5
- Victoires du Salvador : 3
- Matchs nuls : 0
- Total de buts marqués par le Pérou : 12
- Total de buts marqués par le Salvador : 6

### Porto Rico

#### Confrontations
Confrontations entre Porto Rico et le Salvador en matchs officiels.
|   | Date            | Lieu         | Match                 | Score | Compétition                                               |
| - | --------------- | ------------ | --------------------- | ----- | --------------------------------------------------------- |
| 1 | 29 juillet 1984 | San Salvador | Salvador - Porto Rico | 5-0   | Coupe des nations de la CONCACAF 1985 (tour préliminaire) |
| 2 | 5 août 1984     | San Juan     | Porto Rico - Salvador | 0-3   | Coupe des nations de la CONCACAF 1985 (tour préliminaire) |

#### Bilan
Au 3 septembre 2018 :
- Total de matchs disputés : 2
- Victoires du Salvador : 2
- Matchs nuls : 0
- Victoires de Porto Rico : 0
- Total de buts marqués par le Salvador : 8
- Total de buts marqués par Porto Rico : 0

## Q

### Qatar

#### Confrontations
Confrontations entre le Qatar et le Salvador en matchs officiels :
|   | Date            | Lieu     | Match            | Score | Compétition   |
| - | --------------- | -------- | ---------------- | ----- | ------------- |
| 1 | 4 juillet 2021  | Pula     | Qatar - Salvador | 1-0   | Match amical  |
| 2 | 24 juillet 2021 | Glendale | Qatar - Salvador | 3-2   | Gold Cup 2021 |

#### Bilan
Au 10 novembre 2021 :
- Total matchs disputés : 2
- Victoires du Salvador : 2
- Matchs nuls : 0
- Victoires du Qatar : 5
- Total de buts marqués par le Salvador : 2
- Total de buts marqués par le Qatar : 5

## R

### République dominicaine

#### Confrontations
Confrontations entre la République dominicaine et le Salvador en matchs officiels :
|   | Date              | Lieu                       | Match                             | Score | Compétition                                                      |
| - | ----------------- | -------------------------- | --------------------------------- | ----- | ---------------------------------------------------------------- |
| 1 | 2 septembre 2011  | San Salvador               | Salvador - République dominicaine | 3-2   | Éliminatoires de la Coupe du monde 2014 (zone CONCACAF, 2e tour) |
| 2 | 7 octobre 2011    | San Cristóbal              | République dominicaine - Salvador | 1-2   | Éliminatoires de la Coupe du monde 2014 (zone CONCACAF, 2e tour) |
| 3 | 30 août 2014      | San Salvador               | Salvador - République dominicaine | 2-0   | Match amical                                                     |
| 4 | 10 septembre 2019 | Santiago de los Caballeros | République dominicaine - Salvador | 1-0   | Ligue des nations de la CONCACAF 2019-2020 (Ligue B - gr. B)     |
| 5 | 19 novembre 2019  | San Salvador               | Salvador - République dominicaine | 2-0   | Ligue des nations de la CONCACAF 2019-2020 (Ligue B - gr. B)     |

#### Bilan
Au 20 novembre 2019 :
- Total de matchs disputés : 5
- Victoires de la République dominicaine : 1
- Matchs nuls : 0
- Victoires du Salvador : 4
- Total de buts marqués par la République dominicaine : 4
- Total de buts marqués par le Salvador : 9

### Russie, CEI et URSS

#### Confrontations
Confrontations entre le Salvador et les équipes d'URSS, de la CEI puis de Russie en matchs officiels :
|   | Date            | Lieu         | Match             | Score | Compétition                 |
| - | --------------- | ------------ | ----------------- | ----- | --------------------------- |
| 1 | 22 février 1970 | San Salvador | Salvador - URSS   | 0-2   | Match amical                |
| 2 | 10 juin 1970    | Mexico       | Salvador - URSS   | 0-2   | Coupe du monde 1970 (gr. 1) |
| 3 | 28 février 1971 | San Salvador | Salvador - URSS   | 0-1   | Match amical                |
| 4 | 29 janvier 1992 | San Salvador | Salvador - CEI    | 0-3   | Match amical                |
| 5 | 17 février 1993 | Los Angeles  | Salvador - Russie | 1-2   | Match amical                |

#### Bilan
Au 3 septembre 2018 :
- Total de matchs disputés : 5
- Victoires de l'équipe de Russie : 5
- Matchs nuls : 0
- Victoires de l'équipe du Salvador : 0
- Total de buts marqués par l'équipe de Russie : 10
- Total de buts marqués par l'équipe du Salvador : 1

## S

### Saint-Christophe-et-Niévès

#### Confrontations
Confrontations entre le Salvador et Saint-Christophe-et-Niévès en matchs officiels :
|   | Date         | Lieu         | Match                                 | Score | Compétition                                                      |
| - | ------------ | ------------ | ------------------------------------- | ----- | ---------------------------------------------------------------- |
| 1 | 11 juin 2015 | Basseterre   | Saint-Christophe-et-Niévès - Salvador | 2-2   | Éliminatoires de la Coupe du monde 2018 (zone CONCACAF, 2e tour) |
| 2 | 16 juin 2015 | San Salvador | Salvador - Saint-Christophe-et-Niévès | 4-1   | Éliminatoires de la Coupe du monde 2018 (zone CONCACAF, 2e tour) |

#### Bilan
Au 3 septembre 2018 :
- Total de matchs disputés : 2
- Victoires du Salvador : 1
- Matchs nuls : 1
- Victoires de Saint-Christophe-et-Niévès : 0
- Total de buts marqués par le Salvador : 6
- Total de buts marqués par Saint-Christophe-et-Niévès : 3

### Sainte-Lucie

#### Confrontations
Confrontations en matchs officiels entre le Salvador et Sainte-Lucie :
|   | Date             | Lieu         | Match                   | Score | Compétition                                                  |
| - | ---------------- | ------------ | ----------------------- | ----- | ------------------------------------------------------------ |
| 1 | 7 septembre 2019 | San Salvador | Salvador - Sainte-Lucie | 3-0   | Ligue des nations de la CONCACAF 2019-2020 (Ligue B - gr. B) |
| 2 | 15 octobre 2019  | Gros Islet   | Sainte-Lucie - Salvador | 0-2   | Ligue des nations de la CONCACAF 2019-2020 (Ligue B - gr. B) |

#### Bilan
Au 20 novembre 2019 :
- Total de matchs disputés : 2
- Victoires de Sainte-Lucie : 0
- Matchs nuls : 0
- Victoires du Salvador : 2
- Total de buts marqués par Sainte-Lucie : 0
- Total de buts marqués par le Salvador : 5

### Saint-Vincent-et-les-Grenadines

#### Confrontations
Confrontations en matchs officiels entre le Salvador et Saint-Vincent-et-les-Grenadines :
|   | Date            | Lieu         | Match                                      | Score | Compétition                                                       |
| - | --------------- | ------------ | ------------------------------------------ | ----- | ----------------------------------------------------------------- |
| 1 | 23 juillet 2000 | San Salvador | Salvador - Saint-Vincent-et-les-Grenadines | 7-1   | Éliminatoires de la Coupe du monde 2002 (zone CONCACAF - 2e tour) |
| 2 | 8 octobre 2000  | Kingstown    | Saint-Vincent-et-les-Grenadines - Salvador | 1-2   | Éliminatoires de la Coupe du monde 2002 (zone CONCACAF - 2e tour) |

#### Bilan
Au 3 septembre 2018 :
- Total de matchs disputés : 2
- Victoires du Salvador : 2
- Matchs nuls : 0
- Victoires de Saint-Vincent-et-les-Grenadines : 0
- Total de buts marqués par le Salvador : 9
- Total de buts marqués par Saint-Vincent-et-les-Grenadines : 2

### Suriname et Guyane néerlandaise

#### Confrontations
Confrontations entre le Salvador et la Guyane néerlandaise puis le Suriname en matchs officiels,.
|   | Date              | Lieu         | Match                          | Score | Compétition                                                        |
| - | ----------------- | ------------ | ------------------------------ | ----- | ------------------------------------------------------------------ |
| 1 | 1er décembre 1968 | San Salvador | Salvador - Guyane néerlandaise | 6-0   | Éliminatoires de la Coupe du monde 1970 (zone CONCACAF - 1er tour) |
| 2 | 22 décembre 1968  | Paramaribo   | Guyane néerlandaise - Salvador | 4-1   | Éliminatoires de la Coupe du monde 1970 (zone CONCACAF - 1er tour) |
| 3 | 19 octobre 1977   | Mexico       | Salvador - Suriname            | 3-2   | Coupe des nations de la CONCACAF 1977 (tour final)                 |
| 4 | 24 février 1985   | San Salvador | Salvador - Suriname            | 3-0   | Coupe des nations de la CONCACAF 1985 (tour préliminaire)          |
| 5 | 27 février 1985   | San Salvador | Salvador - Suriname            | 3-0   | Coupe des nations de la CONCACAF 1985 (tour préliminaire)          |
| 6 | 10 septembre 2008 | Paramaribo   | Suriname - Salvador            | 0-2   | Éliminatoires de la Coupe du monde 2010 : zone CONCACAF (3e tour)  |
| 7 | 15 octobre 2008   | San Salvador | Salvador - Suriname            | 3-0   | Éliminatoires de la Coupe du monde 2010 : zone CONCACAF (3e tour)  |
| 8 | 11 novembre 2011  | Paramaribo   | Suriname - Salvador            | 1-3   | Éliminatoires de la Coupe du monde 2014 (zone CONCACAF, 2e tour)   |
| 9 | 15 novembre 2011  | San Salvador | Salvador - Suriname            | 4-0   | Éliminatoires de la Coupe du monde 2014 (zone CONCACAF, 2e tour)   |

#### Bilan
Au 3 septembre 2018 :
- Total de matchs disputés : 9
- Victoires du Suriname : 1
- Matchs nuls : 0
- Victoires du Salvador : 8
- Total de buts marqués par le Suriname : 7
- Total de buts marqués par le Salvador : 28

## T

### Trinité-et-Tobago

#### Confrontations
Confrontations en matchs officiels entre le Salvador et Trinité-et-Tobago, :
|    | Date              | Lieu           | Match                        | Score | Compétition                                                       |
| -- | ----------------- | -------------- | ---------------------------- | ----- | ----------------------------------------------------------------- |
| 1  | 30 juillet 1989   | Port-d'Espagne | Trinité-et-Tobago - Salvador | 2-0   | Coupe des nations de la CONCACAF 1989 (tour final)                |
| 2  | 13 août 1989      | Tegucigalpa    | Salvador - Trinité-et-Tobago | 0-0   | Coupe des nations de la CONCACAF 1989 (tour final)                |
| 3  | 10 janvier 1996   | Anaheim        | Trinité-et-Tobago - Salvador | 2-3   | Gold Cup 1996 (gr. C)                                             |
| 4  | 21 janvier 1998   | San Salvador   | Salvador - Trinité-et-Tobago | 2-0   | Match amical                                                      |
| 5  | 7 juin 2007       | Carson         | Salvador - Trinité-et-Tobago | 2-1   | Gold Cup 2007 (gr. B)                                             |
| 6  | 17 octobre 2007   | San Salvador   | Salvador - Trinité-et-Tobago | 0-0   | Match amical                                                      |
| 7  | 19 mars 2008      | Tunapuna       | Trinité-et-Tobago - Salvador | 1-0   | Match amical                                                      |
| 8  | 14 août 2008      | Washington     | Salvador - Trinité-et-Tobago | 1-3   | Match amical                                                      |
| 9  | 11 février 2009   | San Salvador   | Salvador - Trinité-et-Tobago | 2-2   | Éliminatoires de la Coupe du monde 2010 : zone CONCACAF (4e tour) |
| 10 | 12 août 2009      | Port-d'Espagne | Trinité-et-Tobago - Salvador | 1-0   | Éliminatoires de la Coupe du monde 2010 : zone CONCACAF (4e tour) |
| 11 | 15 juillet 2013   | Harrison       | Salvador - Trinité-et-Tobago | 2-2   | Gold Cup 2013 (gr. B)                                             |
| 12 | 14 juillet 2021   | Frisco         | Trinité-et-Tobago - Salvador | 0-2   | Gold Cup 2021 (gr. A)                                             |
| 13 | 11 septembre 2023 | San Salvador   | Salvador - Trinité-et-Tobago | 2-3   | Ligue des nations de la CONCACAF 2023-2024                        |

#### Bilan
Au 11 septembre 2023 :
- Total de matchs disputés : 13
- Victoires du Salvador : 4
- Matchs nuls : 4
- Victoires de Trinité-et-Tobago : 5
- Total de buts marqués par le Salvador : 16
- Total de buts marqués par Trinité-et-Tobago : 17

## V

### Venezuela

#### Confrontations
Confrontations entre le Salvador et le Venezuela en matchs officiels :
|   | Date              | Lieu         | Match                | Score | Compétition                                                   |
| - | ----------------- | ------------ | -------------------- | ----- | ------------------------------------------------------------- |
| 1 | 16 février 1938   | Panama       | Venezuela - Salvador | 2-3   | Jeux d'Amérique centrale et des Caraïbes de 1938 (tour final) |
| 2 | 19 septembre 1996 | San Salvador | Salvador - Venezuela | 0-1   | Match amical                                                  |
| 3 | 23 mars 2008      | Puerto Ordaz | Venezuela - Salvador | 1-0   | Match amical                                                  |
| 4 | 7 août 2011       | Washington   | Salvador - Venezuela | 2-1   | Match amical                                                  |
| 5 | 22 mai 2013       | Mérida       | Venezuela - Salvador | 2-1   | Match amical                                                  |

#### Bilan
Au 3 septembre 2018 :
- Total de matchs disputés : 5
- Victoires du Venezuela : 3
- Matchs nuls : 0
- Victoires du Salvador : 2
- Total de buts marqués par le Venezuela : 7
- Total de buts marqués par le Salvador : 6

## Y

### Yougoslavie

#### Confrontations
Confrontations entre la Yougoslavie et le Salvador en matchs officiels :
|   | Date             | Lieu         | Match                  | Score | Compétition  |
| - | ---------------- | ------------ | ---------------------- | ----- | ------------ |
| 1 | 12 novembre 1995 | San Salvador | Salvador - Yougoslavie | 1-4   | Match amical |

#### Bilan
- Total de matchs disputés : 1
- Victoires de la Yougoslavie : 1
- Matchs nuls : 0
- Victoires du Salvador : 0
- Total de buts marqués par la Yougoslavie : 4
- Total de buts marqués par le Salvador : 1